# Kína a 2012. évi nyári olimpiai játékokon
Kína a nagy-britanniai Londonban megrendezett 2012. évi nyári olimpiai játékok egyik részt vevő nemzete volt. Az országot az olimpián 29 sportágban 386 sportoló képviselte, akik összesen 88 érmet szereztek.

## Érmesek
| Érem  | Versenyző | Sportág       | Versenyszám                  |
| ----- | --- | ------------- | ---------------------------- |
| Arany | Zhang Jike | Asztalitenisz | Férfi egyes                  |
| Arany | Ma Long Zhang Jike Vang Hao (Wang Hao) | Asztalitenisz | Férfi csapat                 |
| Arany | Li Xiaoxia | Asztalitenisz | Női egyes                    |
| Arany | Li Xiaoxia Ting Ning (Ding Ning) Kuo Jüe (Guo Yue) | Asztalitenisz | Női csapat                   |
| Arany | Csen Ting (Chen Ding) | Atlétika      | Férfi 20 km gyaloglás        |
| Arany | Luo Yutong Csin Kaj (Qin Kai) | Műugrás       | Férfi szinkron műugrás       |
| Arany | Cao Yuan Zhang Yanquan | Műugrás       | Férfi szinkron toronyugrás   |
| Arany | Vu Min-hszia (Wu Minxia) | Műugrás       | Női egyéni műugrás           |
| Arany | Csen Zso-lin (Chen Ruolin) | Műugrás       | Női egyéni toronyugrás       |
| Arany | He Zi Vu Min-hszia (Wu Minxia) | Műugrás       | Női szinkron műugrás         |
| Arany | Csen Zso-lin (Chen Ruolin) Vang Hao (Wang Hao) | Műugrás       | Női szinkron toronyugrás     |
| Arany | Cou Si-ming (Zou Shiming) | Ökölvívás     | Férfi papírsúly              |
| Arany | Kuo Ven-csün (Guo Wenjun) | Sportlövészet | Női légpisztoly              |
| Arany | Ji Sze-ling (Yi Siling) | Sportlövészet | Női légpuska                 |
| Arany | Lin Qingfeng | Súlyemelés    | Férfi 69 kg                  |
| Arany | Lu Xiaojun | Súlyemelés    | Férfi 77 kg                  |
| Arany | Wang Mingjuan | Súlyemelés    | Női 48 kg                    |
| Arany | Li Xueying | Súlyemelés    | Női 58 kg                    |
| Arany | Zhou Lulu | Súlyemelés    | Női +75 kg                   |
| Arany | Vu Csing-jü (Wu Jingyu) | Taekwondo     | Női légsúly                  |
| Arany | Lin Tan (Lin Dan) | Tollaslabda   | Férfi egyes                  |
| Arany | Caj Jün (Cai Yun) Fu Haj-feng (Fu Haifeng) | Tollaslabda   | Női páros                    |
| Arany | Csang Nan (Zhang Nan) Zhao Yunlei | Tollaslabda   | Vegyes páros                 |
| Arany | Li Xuerui | Tollaslabda   | Női egyes                    |
| Arany | Tian Qing Zhao Yunlei | Tollaslabda   | Női páros                    |
| Arany | Csen Ji-ping (Chen Yibing) Feng Zhe Guo Weiyang Csang Cseng-lung (Zhang Chenglong) Cou Kaj (Zou Kai)                                                               | Torna         | Férfi csapat összetett       |
| Arany | Cou Kaj (Zou Kai) | Torna         | Férfi talaj                  |
| Arany | Feng Zhe | Torna         | Férfi korlát                 |
| Arany | Teng Lin-lin (Deng Linlin) | Torna         | Női gerenda                  |
| Arany | Tung Tung (Dong Dong) | Torna         | Férfi trambulin              |
| Arany | Szun Jang (Sun Yang) | Úszás         | Férfi 400 m gyors            |
| Arany | Szun Jang (Sun Yang) | Úszás         | Férfi 1500 m gyors           |
| Arany | Csiao Liu-jang (Jiao Liuyang) | Úszás         | Női 200 m pillangó           |
| Arany | Je Si-ven (Ye Shiwen) | Úszás         | Női 200 m vegyes             |
| Arany | Je Si-ven (Ye Shiwen) | Úszás         | Női 400 m vegyes             |
| Arany | Hszü Li-csia (Xu Lijia) | Vitorlázás    | Női laser radial             |
| Arany | Lej Seng (Lei Sheng) | Vívás         | Férfi tőr, egyéni            |
| Arany | Luo Xiaojuan Xu Anqi Sun Yujie Li Na | Vívás         | Női párbajtőr, csapat        |
| Ezüst | Vang Hao (Wang Hao) | Asztalitenisz | Férfi egyes                  |
| Ezüst | Ting Ning (Ding Ning) | Asztalitenisz | Női egyes                    |
| Ezüst | Sze Tien-feng (Si Tianfeng) | Atlétika      | Férfi 50 km gyaloglás        |
| Ezüst | Li Jen-feng (Li Yanfeng) | Atlétika      | Női diszkoszvetés            |
| Ezüst | Jing Ruixue | Birkózás      | Női szabadfogás, 63 kg       |
| Ezüst | Xu Lili | Cselgáncs     | Női váltósúly                |
| Ezüst | Hszü Tung-hsziang (Xu Dongxiang) Huang Ven-ji (Huang Wenyi) | Evezés        | Női könnyűsúlyú kétpárevezős |
| Ezüst | Cheng Ming Fang Yuting Xu Jing | Íjászat       | Női csapat                   |
| Ezüst | Kuo Suang (Guo Shuang) | Kerékpározás  | Női keirin                   |
| Ezüst | Gong Jinjie Kuo Suang (Guo Shuang) | Kerékpározás  | Női csapatsprint             |
| Ezüst | Csin Kaj (Qin Kai) | Műugrás       | Férfi egyéni műugrás         |
| Ezüst | Qiu Bo | Műugrás       | Férfi egyéni toronyugrás     |
| Ezüst | He Zi | Műugrás       | Női egyéni műugrás           |
| Ezüst | Zsen Can-can (Ren Cancan) | Ökölvívás     | Női légsúlyú                 |
| Ezüst | Cao Csung-zsung (Cao Zhongrong) | Öttusa        | Férfi                        |
| Ezüst | Csen Jing (Chen Ying) | Sportlövészet | Női sportpisztoly            |
| Ezüst | Vej Ning (Wei Ning) | Sportlövészet | Női skeet                    |
| Ezüst | Wu Jingbiao | Súlyemelés    | Férfi 56 kg                  |
| Ezüst | Lu Haojie | Súlyemelés    | Férfi 77 kg                  |
| Ezüst | Chang Si Chen Xiaojun Huang Hszüe-csen (Huang Xuechen) Csiang Ting-ting (Jiang Tingting) Csiang Ven-ven (Jiang Wenwen) Liu Ou Lo Hszi (Luo Xi) Wu Yiwen Sun Wenyan | Szinkronúszás | Csapat                       |
| Ezüst | Hou Yuzhuo | Taekwondo     | Női pehelysúly               |
| Ezüst | Xu Chen Ma Jin | Tollaslabda   | Vegyes páros                 |
| Ezüst | Wang Yihan | Tollaslabda   | Női egyes                    |
| Ezüst | Csen Ji-ping (Chen Yibing) | Torna         | Férfi gyűrű                  |
| Ezüst | Ho Ko-hszin (He Kexin) | Torna         | Női felemás korlát           |
| Ezüst | Sui Lu | Torna         | Női gerenda                  |
| Ezüst | Huang San-san (Huang Shanshan) | Torna         | Női trambulin                |
| Ezüst | Szun Jang (Sun Yang) | Úszás         | Férfi 200 m gyors            |
| Ezüst | Lu Ying | Úszás         | Női 100 m pillangó           |
| Bronz | Vang Csen (Wang Zhen) | Atlétika      | Férfi 20 km gyaloglás        |
| Bronz | Csiejang Si-csie (Qieyang Shijie) | Atlétika      | Női 20 km gyaloglás          |
| Bronz | Kung Li-csiao (Gong Lijiao) | Atlétika      | Női súlylökés                |
| Bronz | Tung Ven (Tong Wen) | Cselgáncs     | Női nehézsúly                |
| Bronz | Dai Xiaoxiang | Íjászat       | Férfi egyéni                 |
| Bronz | Kuo Suang (Guo Shuang) | Kerékpározás  | Női egyéni sprint            |
| Bronz | Ho Csung (He Chong) | Műugrás       | Férfi egyéni műugrás         |
| Bronz | Li Jinzi | Ökölvívás     | Női középsúly                |
| Bronz | Ding Feng | Sportlövészet | Férfi gyorstüzelő pisztoly   |
| Bronz | Vang Cse-vej (Wang Zhiwei) | Sportlövészet | Férfi szabadpisztoly         |
| Bronz | Yu Dan | Sportlövészet | Női légpuska                 |
| Bronz | Huang Hszüe-csen (Huang Xuechen) Liu Ou | Szinkronúszás | Páros                        |
| Bronz | Chen Long | Tollaslabda   | Férfi egyes                  |
| Bronz | Liu Hsziao-po (Liu Xiaobo) | Taekwondo     | Férfi nehézsúly              |
| Bronz | Cou Kaj (Zou Kai) | Torna         | Férfi nyújtó                 |
| Bronz | Lu Csun-lung (Lu Chunlong) | Torna         | Férfi trambulin              |
| Bronz | Ho Ven-na (He Wenna) | Torna         | Női trambulin                |
| Bronz | Hao Jün (Hao Yun) Li Jün-csi (Li Yunqi) Csiang Haj-csi (Jiang Haiqi) Szun Jang (Sun Yang) Lü Cse-vu (Lü Zhiwu) Taj Csün (Dai Jun)                                  | Úszás         | Férfi 4 × 200 m gyorsváltó   |
| Bronz | Tang Ji (Tang Yi) | Úszás         | Női 100 m gyors              |
| Bronz | Li Hszüan-hszü (Li Xuanxu) | Úszás         | Női 400 m vegyes             |
| Bronz | Sun Yujie | Vívás         | Női párbajtőr, egyéni        |

## Asztalitenisz
Férfi
| Versenyző                              | Versenyszám | Selejtező         | 64-es főtábla     | 48-as főtábla     | 32-es főtábla                                        | Nyolcaddöntő                                                                        | Negyeddöntő                                            | Elődöntő                                                                  | Döntő                                                         | Helyezés |
| Versenyző                              | Versenyszám | Ellenfél Eredmény | Ellenfél Eredmény | Ellenfél Eredmény | Ellenfél Eredmény                                    | Ellenfél Eredmény                                                                   | Ellenfél Eredmény                                      | Ellenfél Eredmény                                                         | Ellenfél Eredmény                                             | Helyezés |
| -------------------------------------- | ----------- | ----------------- | ----------------- | ----------------- | ---------------------------------------------------- | ----------------------------------------------------------------------------------- | ------------------------------------------------------ | ------------------------------------------------------------------------- | ------------------------------------------------------------- | -------- |
| Zhang Jike                             | Egyes       | erőnyerő          | erőnyerő          | erőnyerő          | Bora Vang (TUR) · 11–8, 11–8, 11–5, 11–7             | Uladzimir Szamszonav (BLR) · 4–11, 11–7, 11–5, 8–11, 8–11, 11–7, 11–7               | Jiang Tianyi (HKG) · 11–4, 8–11, 11–4, 11–9, 11–6      | Dimitrij Ovtcharov (GER) · 11–8, 11–3, 5–11, 11–9, 11–9                   | Vang Hao (Wang Hao) (CHN) · 18–16, 11–5, 11–6, 10–12, 13–11   |          |
| Vang Hao (Wang Hao)                    | Egyes       | erőnyerő          | erőnyerő          | erőnyerő          | Werner Schlager (AUT) · 11–3, 8–11, 11–9, 11–8, 11–9 | Gao Ning (SIN) · 11–9, 11–7, 11–9, 7–11, 11–3                                       | Kisikava Szeija (JPN) · 11–4, 11–5, 11–3, 11–5         | Chuang Chih-yuan (TPE) · 11–13, 11–2, 12–10, 11–6, 11–9                   | Zhang Jike (CHN) · 16–18, 5–11, 6–11, 12–10, 11–13            |          |
| Ma Long Zhang Jike Vang Hao (Wang Hao) | Csapat      |                   |                   |                   |                                                      | Oroszország (RUS) · Alekszandr Sibajev · Kirill Szkacskov · Alekszej Szmirnov · 3–1 | Szingapúr (SIN) · Gao Ning · Zhan Jian · Yang Zi · 3–0 | Németország (GER) · Timo Boll · Dimitrij Ovtcharov · Bastian Steger · 3–1 | Dél-Korea (KOR) · Ju Szungmin · Csu Szehjok · O Szangun · 3–0 |          |

Női
| Versenyző                                          | Versenyszám | Selejtező         | 64-es főtábla     | 48-as főtábla     | 32-es főtábla                                          | Nyolcaddöntő                                                          | Negyeddöntő                                             | Elődöntő                                                        | Döntő                                                              | Helyezés |
| Versenyző                                          | Versenyszám | Ellenfél Eredmény | Ellenfél Eredmény | Ellenfél Eredmény | Ellenfél Eredmény                                      | Ellenfél Eredmény                                                     | Ellenfél Eredmény                                       | Ellenfél Eredmény                                               | Ellenfél Eredmény                                                  | Helyezés |
| -------------------------------------------------- | ----------- | ----------------- | ----------------- | ----------------- | ------------------------------------------------------ | --------------------------------------------------------------------- | ------------------------------------------------------- | --------------------------------------------------------------- | ------------------------------------------------------------------ | -------- |
| Li Xiaoxia                                         | Egyes       | erőnyerő          | erőnyerő          | erőnyerő          | Ariel Hsing (USA) · 11–4, 9–11, 11–6, 6–11, 11–8, 11–9 | Pak Mijong (KOR) · 6–11, 11–7, 11–6, 11–5, 11–6, 11–9                 | Jiao Li (NED) · 11–5, 11–9, 11–9, 11–7                  | Isikava Kaszumi (JPN) · 11–5, 11–4, 11–13, 11–6, 11–            | Ting Ning (Ding Ning) (CHN) · 11–8, 14–12, 8–11, 11–6, 11–4        |          |
| Ting Ning (Ding Ning)                              | Egyes       | erőnyerő          | erőnyerő          | erőnyerő          | Daniela Dodean (ROU) · 11–4, 11–3, 11–9, 11–6          | Jiang Huajun (HKG) · 12–10, 11–2, 11–5, 9–11, 11–6                    | Fukuhara Ai (JPN) · 15–13, 11–6, 11–6, 11–4             | Feng Tian Wei (SIN) · 11–7, 11–4, 9–11, 12–10, 6–11, 11–6       | Li Xiaoxia (CHN) · 8–11, 12–14, 11–8, 6–11, 4–11                   |          |
| Li Xiaoxia Ting Ning (Ding Ning) Kuo Jüe (Guo Yue) | Csapat      |                   |                   |                   |                                                        | Spanyolország (ESP) · Yanfei Shen · Sara Ramírez · Galia Dvorak · 3–0 | Hollandia (NED) · Jiao Li · Jie Li · Elena Timina · 3–0 | Dél-Korea (KOR) · Kim Gjonga · Szok Hadzsong · Tang Jeszo · 3–0 | Japán (JPN) · Fukuhara Ai · Isikava Kaszumi · Hirano Szajaka · 3–0 |          |

## Atlétika
Férfi
| Versenyző                                                        | Versenyszám     | Selejtező | Selejtező | Selejtező | Előfutam      | Előfutam      | Előfutam      | Elődöntő | Elődöntő | Elődöntő | Döntő         | Döntő         |
| Versenyző                                                        | Versenyszám     | Idő       | Hely.     | Össz.     | Idő           | Hely.         | Össz.         | Idő      | Hely.    | Össz.    | Idő           | Helyezés      |
| ---------------------------------------------------------------- | --------------- | --------- | --------- | --------- | ------------- | ------------- | ------------- | -------- | -------- | -------- | ------------- | ------------- |
| Su Bingtian                                                      | 100 m           | kiemelt   | kiemelt   | kiemelt   | 10,19         | 3.            | 19.           | 10,28    | 8.       | 22.      | kiesett       | kiesett       |
| Xie Zhenye                                                       | 200 m           |           |           |           | 20,69         | 6.            | 27.*          | kiesett  | kiesett  | kiesett  | kiesett       | kiesett       |
| Dong Guojian                                                     | Maraton         |           |           |           |               |               |               |          |          |          | 2:20:39       | 54.           |
| Li Zicheng                                                       | Maraton         |           |           |           |               |               |               |          |          |          | nem ért célba | nem ért célba |
| Hszie Ven-csün (Xie Wenjun)                                      | 110 m gát       |           |           |           | 13,43         | 3.            | 11.           | 13,34    | 3.       | 9.       | kiesett       | kiesett       |
| Si Tung-peng (Shi Dongpeng)                                      | 110 m gát       |           |           |           | 13,78         | 7.            | 37.           | kiesett  | kiesett  | kiesett  | kiesett       | kiesett       |
| Liu Hsziang (Liu Xiang)                                          | 110 m gát       |           |           |           | nem ért célba | nem ért célba | nem ért célba | kiesett  | kiesett  | kiesett  | kiesett       | kiesett       |
| Cheng Wen                                                        | 400 m gát       |           |           |           | 50,38         | 6.            | 39.           | kiesett  | kiesett  | kiesett  | kiesett       | kiesett       |
| Li Zhilong                                                       | 400 m gát       |           |           |           | 50,36         | 7.            | 37.*          | kiesett  | kiesett  | kiesett  | kiesett       | kiesett       |
| Guo Fan Liang Jiahong Su Bingtian Csang Pej-meng (Zhang Peimeng) | 4 × 100 m váltó |           |           |           | 38,38         | 5.            | 12.           |          |          |          | kiesett       | kiesett       |
| Csen Ting (Chen Ding)                                            | 20 km gyaloglás |           |           |           |               |               |               |          |          |          | 1:18:46       |               |
| Vang Csen (Wang Zhen)                                            | 20 km gyaloglás |           |           |           |               |               |               |          |          |          | 1:19:25       |               |
| Caj Cö-lin (Cai Zelin)                                           | 20 km gyaloglás |           |           |           |               |               |               |          |          |          | 1:19:44       | 4.            |
| Sze Tien-feng (Si Tianfeng)                                      | 50 km gyaloglás |           |           |           |               |               |               |          |          |          | 3:37:16       |               |
| Li Csien-po (Li Jianbo)                                          | 50 km gyaloglás |           |           |           |               |               |               |          |          |          | 3:39:01       | 7.            |
| Zhao Jianguo                                                     | 50 km gyaloglás |           |           |           |               |               |               |          |          |          | 3:56:59       | 37.           |

| Versenyző              | Versenyszám   | Selejtező             | Selejtező             | Döntő    | Döntő    |
| Versenyző              | Versenyszám   | Eredmény              | Helyezés              | Eredmény | Helyezés |
| ---------------------- | ------------- | --------------------- | --------------------- | -------- | -------- |
| Zhang Guowei           | Magasugrás    | 221 cm                | 21.***                | kiesett  | kiesett  |
| Yang Yansheng          | Rúdugrás      | 535 cm                | 20.*                  | kiesett  | kiesett  |
| Li Jinzhe              | Távolugrás    | 777 cm                | 20.                   | kiesett  | kiesett  |
| Zhang Xiaoyi           | Távolugrás    | 725 cm                | 36.                   | kiesett  | kiesett  |
| Tung Pin (Dong Bin)    | Hármasugrás   | 16,94 m               | 5.                    | 16,75 m  | 10.      |
| Cao Shuo               | Hármasugrás   | 16,27 m               | 20.                   | kiesett  | kiesett  |
| Csang Csün (Zhang Jun) | Súlylökés     | érvényes dobás nélkül | érvényes dobás nélkül | kiesett  | kiesett  |
| Qin Qiang              | Gerelyhajítás | 72,29 m               | 41.                   | kiesett  | kiesett  |

Női
| Versenyző                            | Versenyszám     | Selejtező | Selejtező | Selejtező | Előfutam | Előfutam | Előfutam | Elődöntő | Elődöntő | Elődöntő | Döntő   | Döntő    |
| Versenyző                            | Versenyszám     | Idő       | Hely.     | Össz.     | Idő      | Hely.    | Össz.    | Idő      | Hely.    | Össz.    | Idő     | Helyezés |
| ------------------------------------ | --------------- | --------- | --------- | --------- | -------- | -------- | -------- | -------- | -------- | -------- | ------- | -------- |
| Wei Yongli                           | 100 m           | kiemelt   | kiemelt   | kiemelt   | 11,48    | 7.       | 40.      | kiesett  | kiesett  | kiesett  | kiesett | kiesett  |
| Csu Hsziao-lin (Zhu Xiaolin)         | Maraton         |           |           |           |          |          |          |          |          |          | 2:24:48 | 6.       |
| Wang Xueqin                          | Maraton         |           |           |           |          |          |          |          |          |          | 2:28:21 | 22.      |
| Wang Jiali                           | Maraton         |           |           |           |          |          |          |          |          |          | 2:35:46 | 58.      |
| Sun Yawei                            | 100 m gát       |           |           |           | 13,26    | 5.       | 25.      | kiesett  | kiesett  | kiesett  | kiesett | kiesett  |
| Huang Hsziao-hsziao (Huang Xiaoxiao) | 400 m gát       |           |           |           | 56,29    | 6.       | 24.      | kiesett  | kiesett  | kiesett  | kiesett | kiesett  |
| Li Csen-csu (Li Zhenzhu)             | 3000 m akadály  |           |           |           | 9:34,29  | 7.       | 19.      |          |          |          | kiesett | kiesett  |
| Yin Anna                             | 3000 m akadály  |           |           |           | 10:09,10 | 14.      | 42.      |          |          |          | kiesett | kiesett  |
| Csiejang Si-csie (Qieyang Shijie)    | 20 km gyaloglás |           |           |           |          |          |          |          |          |          | 1:25:16 |          |
| Liu Hung (Liu Hong)                  | 20 km gyaloglás |           |           |           |          |          |          |          |          |          | 1:26:00 | 4.       |
| Lü Hsziu-cse (Lü Xiuzhi)             | 20 km gyaloglás |           |           |           |          |          |          |          |          |          | 1:27:10 | 6.       |

| Versenyző                           | Versenyszám   | Selejtező             | Selejtező             | Döntő    | Döntő    |
| Versenyző                           | Versenyszám   | Eredmény              | Helyezés              | Eredmény | Helyezés |
| ----------------------------------- | ------------- | --------------------- | --------------------- | -------- | -------- |
| Cseng Hszing-csüan (Zheng Xingjuan) | Magasugrás    | 190 cm                | 18.                   | kiesett  | kiesett  |
| Li Ling                             | Rúdugrás      | 425 cm                | 30.                   | kiesett  | kiesett  |
| Hszie Li-mej (Xie Limei)            | Hármasugrás   | 13,69 m               | 23.                   | kiesett  | kiesett  |
| Li Yanmei                           | Hármasugrás   | 13,43 m               | 30.                   | kiesett  | kiesett  |
| Kung Li-csiao (Gong Lijiao)         | Súlylökés     | 19,11 m               | 5.                    | 20,22 m  |          |
| Li Ling                             | Súlylökés     | 19,23 m               | 4.                    | 19,63 m  | 4.       |
| Liu Xiangrong                       | Súlylökés     | 18,96 m               | 6.                    | 19,18 m  | 6.       |
| Li Jen-feng (Li Yanfeng)            | Diszkoszvetés | 64,48 m               | 6.                    | 67,22 m  |          |
| Ma Hszüe-csün (Ma Xuejun)           | Diszkoszvetés | 62,66 m               | 11.                   | 61,02 m  | 11.      |
| Tan Jian                            | Diszkoszvetés | érvényes dobás nélkül | érvényes dobás nélkül | kiesett  | kiesett  |
| Csang Ven-hsziu (Zhang Wenxiu)      | Kalapácsvetés | 74,53 m               | 2.                    | 76,34 m  | 4.       |
| Lu Huihui                           | Gerelyhajítás | 64,45 m               | 5.                    | 63,70 m  | 5.       |
| Csang Li (Zhang Li)                 | Gerelyhajítás | 58,35 m               | 23.                   | kiesett  | kiesett  |
| Li Lingwei                          | Gerelyhajítás | 56,50 m               | 30.                   | kiesett  | kiesett  |

* - egy másik versenyzővel azonos eredményt ért el

** - két másik versenyzővel azonos eredményt ért el

*** - három másik versenyzővel azonos eredményt ért el

## Birkózás

### Férfi
Kötöttfogású
| Versenyző                 | Versenyszám | Selejtező                                | Nyolcaddöntő                                  | Negyeddöntő                      | Elődöntő          | Vigaszág első kör                 | Vigaszág elődöntő                   | Bronz- mérkőzés   | Döntő             | Helyezés |
| Versenyző                 | Versenyszám | Ellenfél Eredmény                        | Ellenfél Eredmény                             | Ellenfél Eredmény                | Ellenfél Eredmény | Ellenfél Eredmény                 | Ellenfél Eredmény                   | Ellenfél Eredmény | Ellenfél Eredmény | Helyezés |
| ------------------------- | ----------- | ---------------------------------------- | --------------------------------------------- | -------------------------------- | ----------------- | --------------------------------- | ----------------------------------- | ----------------- | ----------------- | -------- |
| Li Shujin                 | 55 kg       | Vjugar Rahimov (UKR) · 4–0, 0–2, 2–0     | Alekszandar Kosztadinov (BUL) · 0–2, 2–0, 2–0 | Rövşən Bayramov (AZE) · 0–3, 0–2 |                   |                                   | Mingijan Szemjonov (RUS) · 0–2, 0–1 | kiesett           |                   | 7.       |
| Seng Csiang (Sheng Jiang) | 60 kg       | Omid Norouzi (IRI) · 0–1, 2–0, 0–1       |                                               |                                  |                   | Ivo Angelov (BUL) · 2–0, 0–1, 0–4 | kiesett                             | kiesett           |                   | 10.      |
| Liu Tö-li (Liu Deli)      | 120 kg      | Deák Bárdos Mihály (HUN) · 0–1, 1–0, 0–1 | kiesett                                       | kiesett                          | kiesett           |                                   |                                     |                   |                   | 13.      |

Szabadfogású
| Versenyző      | Versenyszám | Selejtező         | Nyolcaddöntő                 | Negyeddöntő       | Elődöntő          | Vigaszág első kör | Vigaszág elődöntő | Bronz- mérkőzés   | Döntő             | Helyezés |
| Versenyző      | Versenyszám | Ellenfél Eredmény | Ellenfél Eredmény            | Ellenfél Eredmény | Ellenfél Eredmény | Ellenfél Eredmény | Ellenfél Eredmény | Ellenfél Eredmény | Ellenfél Eredmény | Helyezés |
| -------------- | ----------- | ----------------- | ---------------------------- | ----------------- | ----------------- | ----------------- | ----------------- | ----------------- | ----------------- | -------- |
| Zhang Chongyao | 74 kg       | erőnyerő          | Hatos Gábor (HUN) · 0–2, 0–2 | kiesett           | kiesett           |                   |                   |                   |                   | 17.      |

### Női
Szabadfogású
| Versenyző              | Versenyszám | Selejtező                      | Nyolcaddöntő                               | Negyeddöntő                                  | Elődöntő                                  | Vigaszág első kör | Vigaszág elődöntő | Bronz- mérkőzés                        | Döntő                       | Helyezés |
| Versenyző              | Versenyszám | Ellenfél Eredmény              | Ellenfél Eredmény                          | Ellenfél Eredmény                            | Ellenfél Eredmény                         | Ellenfél Eredmény | Ellenfél Eredmény | Ellenfél Eredmény                      | Ellenfél Eredmény           | Helyezés |
| ---------------------- | ----------- | ------------------------------ | ------------------------------------------ | -------------------------------------------- | ----------------------------------------- | ----------------- | ----------------- | -------------------------------------- | --------------------------- | -------- |
| Zhao Shasha            | 48 kg       | Clarissa Chun (USA) · 0–5, 0–1 | kiesett                                    | kiesett                                      | kiesett                                   |                   |                   |                                        |                             | 18.      |
| Jing Ruixue            | 63 kg       | erőnyerő                       | Choe Un Gyong (PRK) · 7–2, 1–0             | Monika Michalik (POL) · 3–0, 2–0             | Ljubov Voloszova (RUS) · 2–3, 1–0, 1–0    |                   |                   |                                        | Icsó Kaori (JPN) · 3–0, 2–0 |          |
| Vang Csiao (Wang Jiao) | 72 kg       | erőnyerő                       | Amarachi Obiajunwa (NGR) · 4–0 (kétvállas) | Svetlana Saenko (MDA) · 1–0, 4–0 (kétvállas) | Natalja Vorobjova (RUS) · 0–3 (kétvállas) |                   |                   | Gjuzel Manyurova (KAZ) · 1–1, 1–4, 0–1 |                             | 5.       |

## Cselgáncs
Férfi
| Versenyző | Versenyszám | Selejtező         | 32-es főtábla                       | Nyolcaddöntő      | Negyeddöntő       | Elődöntő          | Vigaszág elődöntő | Bronz- mérkőzés   | Döntő             | Helyezés |
| Versenyző | Versenyszám | Ellenfél Eredmény | Ellenfél Eredmény                   | Ellenfél Eredmény | Ellenfél Eredmény | Ellenfél Eredmény | Ellenfél Eredmény | Ellenfél Eredmény | Ellenfél Eredmény | Helyezés |
| --------- | ----------- | ----------------- | ----------------------------------- | ----------------- | ----------------- | ----------------- | ----------------- | ----------------- | ----------------- | -------- |
| A Lamusi  | Légsúly     | erőnyerő          | Javier Guédez (VEN) · 000(0)–011(1) | kiesett           | kiesett           | kiesett           |                   |                   |                   | 17.      |

Női
| Versenyző                  | Versenyszám  | Selejtező                              | Nyolcaddöntő                            | Negyeddöntő                                    | Elődöntő                                     | Vigaszág elődöntő                              | Bronz- mérkőzés                      | Döntő                              | Helyezés |
| Versenyző                  | Versenyszám  | Ellenfél Eredmény                      | Ellenfél Eredmény                       | Ellenfél Eredmény                              | Ellenfél Eredmény                            | Ellenfél Eredmény                              | Ellenfél Eredmény                    | Ellenfél Eredmény                  | Helyezés |
| -------------------------- | ------------ | -------------------------------------- | --------------------------------------- | ---------------------------------------------- | -------------------------------------------- | ---------------------------------------------- | ------------------------------------ | ---------------------------------- | -------- |
| Vu Su-ken (Wu Shugen)      | Légsúly      | erőnyerő                               | Lisa Kearney (IRL) · 101(1)–001(2)      | Sarah Menezes (BRA) · 000(2)–001(1)            |                                              | Csernoviczki Éva (HUN) · 000(2)–021(0)         |                                      |                                    | 7.       |
| He Hongmei                 | Harmatsúly   | Priscilla Gneto (FRA) · 001(2)–011(1)  | kiesett                                 | kiesett                                        | kiesett                                      |                                                |                                      |                                    | 17.      |
| Wang Hui                   | Könnyűsúly   | Corina Căprioriu (ROU) · 000(0)–102(0) | kiesett                                 | kiesett                                        | kiesett                                      |                                                |                                      |                                    | 17.      |
| Xu Lili                    | Váltósúly    | Mariana Silva (BRA) · 010(1)–000(1)    | Edwige Gwend (ITA) · 021(1)–000(2)      | Elisabeth Willeboordse (NED) · 100(0)–000(1)   | Csong Daun (KOR) · 001(1)–000(2)             |                                                |                                      | Urška Žolnir (SLO) · 001(1)–010(0) |          |
| Chen Fei                   | Középsúly    | Katarzyna Klys (POL) · 100(1)–000(0)   | Houda Miled (TUN) · 100(0)–000(1)       | Tacsimoto Haruka (JPN) · 002(0)–002(0) (bírói) | Kerstin Thiele (GER) · 000(0)–000(1) (bírói) |                                                | Yuri Alvear (COL) · 000(1)–011(0)    |                                    | 5.       |
| Jang Hsziu-li (Yang Xiuli) | Félnehézsúly | erőnyerő                               | Aye Aye Aung (MYA) · 100(0)–000(0)      | Audrey Tcheuméo (FRA) · 000(1)–010(1)          |                                              | Marhinde Verkerk (NED) · 000(0)–000(0) (bírói) | kiesett                              |                                    | 7.       |
| Tung Ven (Tong Wen)        | Nehézsúly    | Vanessa Zambotti (MEX) · 010(0)–000(0) | Urszula Sadkowska (POL) · 101(0)–000(0) | Irina Kindzerszka (UKR) · 100(0)–000(0)        | Idalys Ortíz (CUB) · 000(1)–001(0)           |                                                | Maria Altheman (BRA) · 100(0)–000(1) |                                    |          |

## Evezés
Férfi
| Versenyző                                                       | Versenyszám                          | Előfutam | Előfutam | Vigaszág | Vigaszág | Negyeddöntő | Negyeddöntő | Elődöntő | Elődöntő | Elődöntő | Döntő | Döntő   | Döntő | Helyezés |
| Versenyző                                                       | Versenyszám                          | Idő      | Hely.    | Idő      | Hely.    | Idő         | Hely.       | Típus    | Idő      | Hely.    | Típus | Idő     | Hely. | Helyezés |
| --------------------------------------------------------------- | ------------------------------------ | -------- | -------- | -------- | -------- | ----------- | ----------- | -------- | -------- | -------- | ----- | ------- | ----- | -------- |
| Csang Liang (Zhang Liang)                                       | Egypárevezős                         | 6:50,71  | 2.       |          |          | 7:02,03     | 3.          | A/B      | 7:31,52  | 5.       | B     | 7:25,64 | 5.    | 11.      |
| Zhang Fangbing Szun Csie (Sun Jie)                              | Könnyűsúlyú kétpárevezős             | 6:57,67  | 4.       | 6:40,12  | 3.       |             |             | C/D      | 7:09,39  | 2.       | C     | 6:49,39 | 3.    | 15.      |
| Yu Chenggang Huang Zhe Csang Kuo-lin (Zhang Guolin) Wang Tiexin | Könnyűsúlyú kormányos nélküli négyes | 5:52,58  | 3.       |          |          |             |             | 0        | 6:08,47  | 6.       | B     | 6:11,33 | 4.    | 10.      |

Női
| Versenyző                                                                                            | Versenyszám              | Előfutam | Előfutam | Vigaszág | Vigaszág | Negyeddöntő | Negyeddöntő | Elődöntő | Elődöntő | Elődöntő | Döntő | Döntő   | Döntő | Helyezés |
| Versenyző                                                                                            | Versenyszám              | Idő      | Hely.    | Idő      | Hely.    | Idő         | Hely.       | Típus    | Idő      | Hely.    | Típus | Idő     | Hely. | Helyezés |
| --- | ------------------------ | -------- | -------- | -------- | -------- | ----------- | ----------- | -------- | -------- | -------- | ----- | ------- | ----- | -------- |
| Csang Hsziu-jün (Zhang Xiuyun)                                                                       | Egypárevezős             | 7:21,49  | 1.       |          |          | 7:39,58     | 1.          | A/B      | 7:45,58  | 2.       | A     | 8:03,10 | 6.    | 6.       |
| Wang Min Zhu Weiwei                                                                                  | Kétpárevezős             | 6:50,64  | 3.       | 7:09,65  | 1.       |             |             |          |          |          | A     | 7:08,92 | 4.    | 4.       |
| Zhang Yage Kao Jü-lan (Gao Yulan)                                                                    | Kormányos nélküli kettes | 7:13,38  | 3.       | 7:15,18  | 3.       |             |             |          |          |          | B     | 7:55,18 | 1.    | 7.       |
| Tang Pin (Tang Bin) Tien Liang (Tian Liang) Csin Ce-vej (Jin Ziwei) Csang Jang-jang (Zhang Yangyang) | Négypárevezős            | 6:50,64  | 3.       | 7:09,65  | 1.       |             |             |          |          |          | A     | 7:08,92 | 4.    | 4.       |
| Hszü Tung-hsziang (Xu Dongxiang) Huang Ven-ji (Huang Wenyi)                                          | Könnyűsúlyú kétpárevezős | 7:15,57  | 1.       |          |          |             |             | A/B      | 7:10,39  | 1.       | A     | 7:11,93 | 2.    |          |

## Gyeplabda

### Női
| Kínai női gyeplabdacsapat-játékoskeret | Kínai női gyeplabdacsapat-játékoskeret |
| --- | --- |
| - Cui Qiuxia - de Jiaojiao - Fu Pao-zsung (Fu Baorong) - Kao Li-hua (Gao Lihua) - Li Hung-hszia (Li Hongxia) - Liang Meiyu - Ma Wei - Ma Ji-po (Ma Yibo) | - Peng Yang - Zsen Je (Ren Ye) - Szung Csing-ling (Song Qingling) - Sun Sinan - Wang Mengyu - Xu Xiaoxu - Csang Ji-meng (Zhang Yimeng) - Csao Jü-tiao (Zhao Yudiao) |

#### Eredmények
Csoportkör
A csoport
| Csapat               | M | Gy | D | V | G+ | G– | Gk | P  |
| -------------------- | - | -- | - | - | -- | -- | -- | -- |
| Hollandia (NED)      | 5 | 5  | 0 | 0 | 12 | 5  | +7 | 15 |
| Nagy-Britannia (GBR) | 5 | 3  | 0 | 2 | 14 | 7  | +7 | 9  |
| Kína (CHN)           | 5 | 2  | 1 | 2 | 6  | 3  | +3 | 7  |
| Dél-Korea (KOR)      | 5 | 2  | 0 | 3 | 9  | 13 | −4 | 6  |
| Japán (JPN)          | 5 | 1  | 1 | 3 | 4  | 9  | −5 | 4  |
| Belgium (BEL)        | 5 | 0  | 2 | 3 | 2  | 10 | −8 | 2  |

| 2012. július 29. 13:45 (14:45) | Kína (CHN)                                               | 4–0               | Dél-Korea (KOR) | Riverbank Arena, London Játékvezetők: Frances Block (GBR) Julie Ashton-Lucy (AUS) |
| 2012. július 29. 13:45 (14:45) | Ma Ji-po 26', 67' · Csao Jü-tiao 51' · Li Hung-hszia 54' | (1–0) Jegyzőkönyv |                 | Riverbank Arena, London Játékvezetők: Frances Block (GBR) Julie Ashton-Lucy (AUS) |

| 2012. július 31. 13:45 (14:45) | Belgium (BEL) | 0–0 | Kína (CHN) | Riverbank Arena, London Játékvezetők: Kelly Hudson (NZL) Carolina de la Fuente (ARG) |
| 2012. július 31. 13:45 (14:45) | Jegyzőkönyv   |     |            | Riverbank Arena, London Játékvezetők: Kelly Hudson (NZL) Carolina de la Fuente (ARG) |

| 2012. augusztus 2. 13:45 (14:45) | Kína (CHN) | 0–1               | Hollandia (NED) | Riverbank Arena, London Játékvezetők: Michelle Joubert (RSA) Szoma Csieko (JPN) |
| 2012. augusztus 2. 13:45 (14:45) |            | (0–1) Jegyzőkönyv | Goderie 10'     | Riverbank Arena, London Játékvezetők: Michelle Joubert (RSA) Szoma Csieko (JPN) |

| 2012. augusztus 4. 16:00 (17:00) | Kína (CHN)                          | 2–1               | Nagy-Britannia (GBR) | Riverbank Arena, London Játékvezetők: Soledad Iparraguirre (ARG) Carol Metchette (IRL) |
| 2012. augusztus 4. 16:00 (17:00) | Fu Pao-zsung 41' · Csao Jü-tiao 47' | (0–0) Jegyzőkönyv | Cullen 69'           | Riverbank Arena, London Játékvezetők: Soledad Iparraguirre (ARG) Carol Metchette (IRL) |

| 2012. augusztus 6. 13:45 (14:45) | Japán (JPN)  | 1–0               | Kína (CHN) | Riverbank Arena, London Játékvezetők: Elena Eskina (RUS) Kelly Hudson (NZL) |
| 2012. augusztus 6. 13:45 (14:45) | Komazava 54' | (0–0) Jegyzőkönyv |            | Riverbank Arena, London Játékvezetők: Elena Eskina (RUS) Kelly Hudson (NZL) |

Az 5. helyért
| 2012. augusztus 10. 11:30 (12:30) | Kína (CHN) | 0–2               | Ausztrália (AUS)       | Riverbank Arena, London Játékvezetők: Frances Block (GBR) Michelle Joubert (RSA) |
| 2012. augusztus 10. 11:30 (12:30) |            | (0–0) Jegyzőkönyv | Schulz 41' · Close 60' | Riverbank Arena, London Játékvezetők: Frances Block (GBR) Michelle Joubert (RSA) |

| Csapat     | Helyezés |
| ---------- | -------- |
| Kína (CHN) | 6.       |

## Íjászat
Férfi
| Versenyző                        | Versenyszám | Selejtező | Selejtező | 64-es főtábla                     | 32-es főtábla                           | Nyolcaddöntő                   | Negyeddöntő                                                                            | Elődöntő                     | Döntő                                              | Helyezés |
| Versenyző                        | Versenyszám | Pont      | Kiemelt   | Ellenfél Eredmény                 | Ellenfél Eredmény                       | Ellenfél Eredmény              | Ellenfél Eredmény                                                                      | Ellenfél Eredmény            | Ellenfél Eredmény                                  | Helyezés |
| -------------------------------- | ----------- | --------- | --------- | --------------------------------- | --------------------------------------- | ------------------------------ | -------------------------------------------------------------------------------------- | ---------------------------- | -------------------------------------------------- | -------- |
| Dai Xiaoxiang                    | Egyéni      | 678       | 7.        | Klemen Štrajhar (SLO) (58.) · 6–0 | Eduardo Vélez (MEX) (26.) · 6–0         | Taylor Worth (AUS) (23.) · 6–5 | Kim Bopmin (KOR) (2.) · 6–5                                                            | O Dzsinhjok (KOR) (3.) · 5–6 | Bronzmérkőzés · Rick van der Ven (NED) (16.) · 6–5 |          |
| Xing Yu                          | Egyéni      | 673       | 13.       | Camilo Mayr (GER) (52.) · 6–0     | Khairul Anuar Mohamad (MAS) (20.) · 5–6 | kiesett                        | kiesett                                                                                | kiesett                      | kiesett                                            | 17.      |
| Liu Zhaowu                       | Egyéni      | 668       | 22.       | Viktor Ruban (UKR) (43.) · 5–6    | kiesett                                 | kiesett                        | kiesett                                                                                | kiesett                      | kiesett                                            | 33.      |
| Dai Xiaoxiang Liu Zhaowu Xing Yu | Csapat      | 2019      | 3.        |                                   |                                         | erőnyerő                       | Olaszország (ITA) · Michele Frangilli · Marco Galiazzo · Mauro Nespoli (10.) · 216–220 | kiesett                      | kiesett                                            | 7.       |

Női
| Versenyző                      | Versenyszám | Selejtező | Selejtező | 64-es főtábla                            | 32-es főtábla                        | Nyolcaddöntő                                                                        | Negyeddöntő                                                                             | Elődöntő                                                                                        | Döntő                                                                   | Helyezés |
| Versenyző                      | Versenyszám | Pont      | Kiemelt   | Ellenfél Eredmény                        | Ellenfél Eredmény                    | Ellenfél Eredmény                                                                   | Ellenfél Eredmény                                                                       | Ellenfél Eredmény                                                                               | Ellenfél Eredmény                                                       | Helyezés |
| ------------------------------ | ----------- | --------- | --------- | ---------------------------------------- | ------------------------------------ | ----------------------------------------------------------------------------------- | --------------------------------------------------------------------------------------- | ----------------------------------------------------------------------------------------------- | ----------------------------------------------------------------------- | -------- |
| Cheng Ming                     | Egyéni      | 651       | 20.       | Leidys Brito (VEN) (45.) · 6–4           | Alejandra Valencia (MEX) (13.) · 7–1 | Khatuna Lorig (USA) (4.) · 3–7                                                      | kiesett                                                                                 | kiesett                                                                                         | kiesett                                                                 | 9.       |
| Xu Jing                        | Egyéni      | 646       | 27.       | Natalia Leśniak (POL) (38.) · 6–2        | Kanie Miki (JPN) (6.) · 0–6          | kiesett                                                                             | kiesett                                                                                 | kiesett                                                                                         | kiesett                                                                 | 17.      |
| Fang Yuting                    | Egyéni      | 649       | 25.       | Ika Yuliana Rochmawati (INA) (40.) · 4–6 | kiesett                              | kiesett                                                                             | kiesett                                                                                 | kiesett                                                                                         | kiesett                                                                 | 33.      |
| Cheng Ming Fang Yuting Xu Jing | Csapat      | 1946      | 7.        |                                          |                                      | Olaszország (ITA) · Pia Lionetti · Jessica Tomasi · Natalia Valeeva (10.) · 200–199 | Egyesült Államok (USA) · Khatuna Lorig · Jennifer Nichols · Miranda Leek (2.) · 218–213 | Oroszország (RUS) · Inna Sztyepanova · Kszenyija Perova · Krisztyina Tyimofejeva (6.) · 208–207 | Dél-Korea (KOR) · Ki Bobe · I Szongdzsin · Cshö Hjondzsu (1.) · 209–210 |          |

## Kajak-kenu

### Síkvízi
Férfi
| Versenyző                                                                               | Versenyszám         | Előfutam | Előfutam | Előfutam | Elődöntő | Elődöntő | Elődöntő | Döntő   | Döntő    | Döntő    | Helyezés |
| Versenyző                                                                               | Versenyszám         | Idő      | Hely.    | Össz.    | Idő      | Hely.    | Össz.    | Típus   | Idő      | Helyezés | Helyezés |
| --------------------------------------------------------------------------------------- | ------------------- | -------- | -------- | -------- | -------- | -------- | -------- | ------- | -------- | -------- | -------- |
| Zhou Yubo                                                                               | Kajak egyes 200 m   | 38,316   | 5.       | 18.      | 39,042   | 8.       | 16.      | B       | 40,157   | 8.       | 16.      |
| Zhou Yubo                                                                               | Kajak egyes 1000 m  | 3:36,994 | 4.       | 17.      | 3:36,163 | 7.       | 13.      | B       | 3:36,110 | 7.       | 15.      |
| Zhang Hongpeng Csou Peng (Zhou Peng) Sen Csie (Shen Jie) Huang Cse-peng (Huang Zhipeng) | Kajak négyes 1000 m | 3:14,234 | 5.       | 9.       | 3:00,315 | 8.       | 8.       | kiesett | kiesett  | kiesett  | 10.      |
| Li Csiang (Li Qiang)                                                                    | Kenu egyes 200 m    | 42,004   | 3.       | 11.      | 42,149   | 3.       | 10.      | B       | 45,852   | 7.       | 15.      |
| Huang Maoxing Li Csiang (Li Qiang)                                                      | Kenu kettes 1000 m  | 3:38,483 | 3.       | 4.       | 3:37,746 | 1.       | 5.       | A       | 3:48,930 | 8.       | 8.       |

Női
| Versenyző                                              | Versenyszám        | Előfutam | Előfutam | Előfutam | Elődöntő | Elődöntő | Elődöntő | Döntő   | Döntő    | Döntő    | Helyezés |
| Versenyző                                              | Versenyszám        | Idő      | Hely.    | Össz.    | Idő      | Hely.    | Össz.    | Típus   | Idő      | Helyezés | Helyezés |
| ------------------------------------------------------ | ------------------ | -------- | -------- | -------- | -------- | -------- | -------- | ------- | -------- | -------- | -------- |
| Zhou Yu                                                | Kajak egyes 200 m  | 42,885   | 6.       | 18.      | 42,279   | 6.       | 15.      | kiesett | kiesett  | kiesett  | 17.      |
| Wu Yanan Zhou Yu                                       | Kajak kettes 500 m | 1:43,448 | 1.       | 1.       | 1:41,863 | 1.       | 3.       | A       | 1:44,136 | 4.       | 4.       |
| Jü La-mej (Yu Lamei) Li Zhangli Ren Wenjun Liu Haiping | Kajak négyes 500 m | 1:40,661 | 4.       | 9.       | 1:34,004 | 8.       | 8.       | kiesett | kiesett  | kiesett  | 11.      |

### Szlalom
| Versenyző                                            | Versenyszám       | Selejtező | Selejtező | Selejtező | Selejtező | Selejtező     | Selejtező     | Elődöntő | Elődöntő | Döntő   | Döntő    |
| Versenyző                                            | Versenyszám       | 1. futam  | 1. futam  | 2. futam  | 2. futam  | Jobb eredmény | Jobb eredmény | Elődöntő | Elődöntő | Döntő   | Döntő    |
| Versenyző                                            | Versenyszám       | Pont      | Hely.     | Pont      | Hely.     | Pont          | Hely.         | Pont     | Hely.    | Pont    | Helyezés |
| ---------------------------------------------------- | ----------------- | --------- | --------- | --------- | --------- | ------------- | ------------- | -------- | -------- | ------- | -------- |
| Huang Cunguang                                       | Férfi kajak egyes | 94,40     | 14.*      | 94,54     | 15.       | 94,40         | 17.           | kiesett  | kiesett  | kiesett | kiesett  |
| Teng Zhiqiang                                        | Férfi kenu egyes  | 95,68     | 5.        | 96,06     | 7.        | 95,68         | 11.           | 107,53   | 12.      | kiesett | kiesett  |
| Hu Ming-haj (Hu Minghai) Su Csün-zsung (Shu Junrong) | Férfi kenu kettes | 103,36    | 5         | 99,05     | 2.        | 99,05         | 3.            | 110,70   | 5.       | 112,85  | 6.       |
| Li Csing-csing (Li Jingjing)                         | Női kajak egyes   | 108,53    | 8.        | 111,22    | 14.       | 108,53        | 12.           | 117,02   | 11.      | kiesett | kiesett  |

* - egy másik versenyzővel azonos eredményt ért el

## Kerékpározás

### Hegyi-kerékpározás
| Versenyző    | Versenyszám        | Idő             | Helyezés   |
| ------------ | ------------------ | --------------- | ---------- |
| Tong Weisong | Férfi terepverseny | lekörözték      | lekörözték |
| Shi Qinglan  | Női terepverseny   | 1:35:28 (+4:36) | 12.        |

### Országúti kerékpározás
Női
| Versenyző | Versenyszám   | Idő             | Helyezés        |
| --------- | ------------- | --------------- | --------------- |
| Liu Xin   | Mezőnyverseny | limitidőn kívül | limitidőn kívül |

### Pálya-kerékpározás
Sprintversenyek
| Versenyző                                        | Versenyszám  | Selejtező | Selejtező | 1. forduló                            | Vigaszág                                                    | Vigaszág | 2. forduló                    | Vigaszág               | Vigaszág | 9–12. helyért          | 9–12. helyért | Negyeddöntő                                                                     | 5–8. helyért           | 5–8. helyért | Elődöntő                           | Döntő                                                      | Helyezés |
| Versenyző                                        | Versenyszám  | Idő       | Hely.     | Ellenfél Győztes idő                  | Ellenfelek Győztes idő                                      | Hely.    | Ellenfél Győztes idő          | Ellenfelek Győztes idő | Hely.    | Ellenfelek Győztes idő | Hely.         | Ellenfél Győztes idő                                                            | Ellenfelek Győztes idő | Hely.        | Ellenfél Győztes idő               | Ellenfél Győztes idő                                       | Helyezés |
| ------------------------------------------------ | ------------ | --------- | --------- | ------------------------------------- | ----------------------------------------------------------- | -------- | ----------------------------- | ---------------------- | -------- | ---------------------- | ------------- | ------------------------------------------------------------------------------- | ---------------------- | ------------ | ---------------------------------- | ---------------------------------------------------------- | -------- |
| Zhang Miao                                       | Férfi egyéni | 10,155    | 8.        | Mohd Azizulhasni Awang (MAS) · 10,473 | Bernard Esterhuizen (RSA) · Hodei Mazquiaran (ESP) · 10,762 | 3.       | kiesett                       | kiesett                | kiesett  | kiesett                | kiesett       | kiesett                                                                         | kiesett                | kiesett      | kiesett                            | kiesett                                                    | 13.      |
| Cheng Changsong Csang Lej (Zhang Lei) Zhang Miao | Férfi csapat | 43,751    | 6.        |                                       |                                                             |          |                               |                        |          |                        |               | Ausztrália (AUS) · Matthew Glaetzer · Shane Perkins · Scott Sunderland · 43,505 | kiesett                | kiesett      | kiesett                            | kiesett                                                    | 6.       |
| Kuo Suang (Guo Shuang)                           | Női egyéni   | 11,020    | 3.        | Daniela Larreal (VEN) · 11,371        |                                                             |          | Natasha Hansen (NZL) · 11,431 |                        |          |                        |               | Lisandra Guerra (CUB) · 11,536; 11,283; 11,337                                  |                        |              | Anna Meares (AUS) · 11,683; 11,284 | Bronzmérkőzés · Kristina Vogel (GER) · 11,532; 11,591      |          |
| Gong Jinjie Kuo Suang (Guo Shuang)               | Női csapat   | 32,447    | 1.        |                                       |                                                             |          |                               |                        |          |                        |               | Venezuela (VEN) · Daniela Larreal · Mariaesthela Vilera · 32,422                |                        |              |                                    | Németország (GER) · Kristina Vogel · Miriam Welte · 32,798 |          |

Üldözőversenyek
| Versenyző                         | Versenyszám | Selejtező | Selejtező | Elődöntő     | Elődöntő  | Elődöntő | Döntő        | Döntő     | Döntő    |
| Versenyző                         | Versenyszám | Idő       | Hely.     | Ellenfél Idő | Saját idő | Hely.    | Ellenfél Idő | Saját idő | Helyezés |
| --------------------------------- | ----------- | --------- | --------- | ------------ | --------- | -------- | ------------ | --------- | -------- |
| Jiang Fan Jiang Wenwen Liang Jing | Női csapat  | 3:26,049  | 10.       | kiesett      | kiesett   | kiesett  | kiesett      | kiesett   | kiesett  |

Keirin
| Versenyző              | Versenyszám | 1. forduló | Vigaszág | 2. forduló | Döntő    | Helyezés |
| Versenyző              | Versenyszám | Helyezés   | Helyezés | Helyezés   | Helyezés | Helyezés |
| ---------------------- | ----------- | ---------- | -------- | ---------- | -------- | -------- |
| Zhang Miao             | Férfi       | 6.         | 6.       | kiesett    | kiesett  | 17.      |
| Kuo Suang (Guo Shuang) | Női         | 1.         |          | 3.         | 2.       |          |

Omnium
| Versenyző | Versenyszám | 200 méter | 200 méter | 20 km-es pontverseny | 20 km-es pontverseny | Kieséses verseny | 3 km-es egyéni üldözőverseny | 3 km-es egyéni üldözőverseny | 10 km-es scratch | 10 km-es scratch | 500 m-es időfutam | 500 m-es időfutam | Összesítés | Összesítés |
| Versenyző | Versenyszám | Idő       | Hely.     | Pont                 | Hely.                | Hely.            | Eredmény                     | Hely.                        | Lekörözés        | Hely.            | Idő               | Hely.             | Pont       | Helyezés   |
| --------- | ----------- | --------- | --------- | -------------------- | -------------------- | ---------------- | ---------------------------- | ---------------------------- | ---------------- | ---------------- | ----------------- | ----------------- | ---------- | ---------- |
| Huang Li  | Női         | 14.571    | 9.        | 2                    | 15.                  | 16.              | 3:45,610                     | 13.                          | 0                | 8.               | 36,315            | 6.                | 67         | 12.        |

## Kosárlabda

### Férfi
| Kínai férfi kosárlabdacsapat-játékoskeret                                                                               | Kínai férfi kosárlabdacsapat-játékoskeret                                                                                           |
| --- | --- |
| - Ding Jinhui - Liu Vej (Liu Wei) - Yi Li - Vang Si-peng (Wang Shipeng) - Csu Fang-jü (Zhu Fangyu) - Szun Jüe (Sun Yue) | - Zhang Zhaoxu - Ji Csien-lien (Yi Jianlian) - Guo Ailun - Csen Csiang-hua (Chen Jianghua) - Vang Cse-cse (Wang Zhizhi) - Zhou Peng |

#### Eredmények
Csoportkör
B csoport
| Csapat               | M | Gy | V | P+  | P–  | Pk   | PA    | P |
| -------------------- | - | -- | - | --- | --- | ---- | ----- | - |
| Oroszország (RUS)    | 5 | 4  | 1 | 400 | 359 | +41  | 1,114 | 9 |
| Brazília (BRA)       | 5 | 4  | 1 | 402 | 349 | +47  | 1,152 | 9 |
| Spanyolország (ESP)  | 5 | 3  | 2 | 414 | 394 | +26  | 1,051 | 8 |
| Ausztrália (AUS)     | 5 | 3  | 2 | 410 | 373 | +37  | 1,099 | 8 |
| Nagy-Britannia (GBR) | 5 | 1  | 4 | 380 | 405 | −25  | 0,938 | 6 |
| Kína (CHN)           | 5 | 0  | 5 | 313 | 439 | −126 | 0,713 | 5 |

| 2012. július 29. 16:45 (17:45) | Spanyolország (ESP)                      | 97–81     | Kína (CHN)        | Basketball Arena, London Játékvezetők: Luigi Lamonica (ITA), Felicia Grinter (USA), Fernando Sampietro (ARG) |
| 2012. július 29. 16:45 (17:45) | (19–17, 34–24, 16–19, 28–21) Jegyzőkönyv |           |                   | Basketball Arena, London Játékvezetők: Luigi Lamonica (ITA), Felicia Grinter (USA), Fernando Sampietro (ARG) |
| 2012. július 29. 16:45 (17:45) | P. Gasol 21                              | Pont      | Ji Csien-lien 30  | Basketball Arena, London Játékvezetők: Luigi Lamonica (ITA), Felicia Grinter (USA), Fernando Sampietro (ARG) |
| 2012. július 29. 16:45 (17:45) | P. Gasol 11                              | Lepattanó | Ji Csien-lien 12  | Basketball Arena, London Játékvezetők: Luigi Lamonica (ITA), Felicia Grinter (USA), Fernando Sampietro (ARG) |
| 2012. július 29. 16:45 (17:45) | M. Gasol 5                               | Gólpassz  | Csen Csiang-hua 5 | Basketball Arena, London Játékvezetők: Luigi Lamonica (ITA), Felicia Grinter (USA), Fernando Sampietro (ARG) |

| 2012. július 31. 9:00 (10:00) | Kína (CHN)                               | 54–73     | Oroszország (RUS) | Basketball Arena, London Játékvezetők: Saša Pukl (SLO), Robert Lottermoser (GER), William Kennedy (USA) |
| 2012. július 31. 9:00 (10:00) | (12–20, 13–20, 14–21, 15–12) Jegyzőkönyv |           |                   | Basketball Arena, London Játékvezetők: Saša Pukl (SLO), Robert Lottermoser (GER), William Kennedy (USA) |
| 2012. július 31. 9:00 (10:00) | Ji Csien-lien 16                         | Pont      | Kirilenko 16      | Basketball Arena, London Játékvezetők: Saša Pukl (SLO), Robert Lottermoser (GER), William Kennedy (USA) |
| 2012. július 31. 9:00 (10:00) | Ji Csien-lien 7                          | Lepattanó | Hrjapa 12         | Basketball Arena, London Játékvezetők: Saša Pukl (SLO), Robert Lottermoser (GER), William Kennedy (USA) |
| 2012. július 31. 9:00 (10:00) | Csen Csiang-hua 4                        | Gólpassz  | Sved, Hrjapa 6    | Basketball Arena, London Játékvezetők: Saša Pukl (SLO), Robert Lottermoser (GER), William Kennedy (USA) |

| 2012. augusztus 2. 11:15 (12:15) | Ausztrália (AUS)                        | 81–61     | Kína (CHN)                     | Basketball Arena, London Játékvezetők: Recep Ankaralı (TUR), Pablo Estévez (ARG), Stephen Seibel (CAN) |
| 2012. augusztus 2. 11:15 (12:15) | (21–22, 28–11, 12–20, 20–8) Jegyzőkönyv |           |                                | Basketball Arena, London Játékvezetők: Recep Ankaralı (TUR), Pablo Estévez (ARG), Stephen Seibel (CAN) |
| 2012. augusztus 2. 11:15 (12:15) | Mills 20                                | Pont      | Vang Si-peng 21                | Basketball Arena, London Játékvezetők: Recep Ankaralı (TUR), Pablo Estévez (ARG), Stephen Seibel (CAN) |
| 2012. augusztus 2. 11:15 (12:15) | Worthington 8                           | Lepattanó | Ji Csien-lien, Vang Cse-cse 12 | Basketball Arena, London Játékvezetők: Recep Ankaralı (TUR), Pablo Estévez (ARG), Stephen Seibel (CAN) |
| 2012. augusztus 2. 11:15 (12:15) | Ingles 7                                | Gólpassz  | Vang Si-peng 3                 | Basketball Arena, London Játékvezetők: Recep Ankaralı (TUR), Pablo Estévez (ARG), Stephen Seibel (CAN) |

| 2012. augusztus 4. 16:45 (17:45) | Kína (CHN)                               | 59–98     | Brazília (BRA) | Basketball Arena, London Játékvezetők: Carl Jungebrand (FIN), Borisz Rizsik (UKR), Oļegs Latiševs (LAT) |
| 2012. augusztus 4. 16:45 (17:45) | (11–25, 10–17, 17–28, 21–28) Jegyzőkönyv |           |                | Basketball Arena, London Játékvezetők: Carl Jungebrand (FIN), Borisz Rizsik (UKR), Oļegs Latiševs (LAT) |
| 2012. augusztus 4. 16:45 (17:45) | Csu Fang-jü 13                           | Pont      | Marquinhos 14  | Basketball Arena, London Játékvezetők: Carl Jungebrand (FIN), Borisz Rizsik (UKR), Oļegs Latiševs (LAT) |
| 2012. augusztus 4. 16:45 (17:45) | Ji Csien-lien 6                          | Lepattanó | Varejão 13     | Basketball Arena, London Játékvezetők: Carl Jungebrand (FIN), Borisz Rizsik (UKR), Oļegs Latiševs (LAT) |
| 2012. augusztus 4. 16:45 (17:45) | Csen Csiang-hua 2                        | Gólpassz  | Taylor 6       | Basketball Arena, London Játékvezetők: Carl Jungebrand (FIN), Borisz Rizsik (UKR), Oļegs Latiševs (LAT) |

| 2012. augusztus 6. 16:45 (17:45) | Nagy-Britannia (GBR)                     | 90–58     | Kína (CHN)       | Basketball Arena, London Játékvezetők: Cristiano Maranho (BRA), Fernando Sampietro (ARG), Vaughan Mayberry (AUS) |
| 2012. augusztus 6. 16:45 (17:45) | (27–15, 19–16, 26–17, 18–10) Jegyzőkönyv |           |                  | Basketball Arena, London Játékvezetők: Cristiano Maranho (BRA), Fernando Sampietro (ARG), Vaughan Mayberry (AUS) |
| 2012. augusztus 6. 16:45 (17:45) | Achara 16                                | Pont      | Vang Cse-cse 11  | Basketball Arena, London Játékvezetők: Cristiano Maranho (BRA), Fernando Sampietro (ARG), Vaughan Mayberry (AUS) |
| 2012. augusztus 6. 16:45 (17:45) | Archibald 9                              | Lepattanó | Ji Csien-lien 14 | Basketball Arena, London Játékvezetők: Cristiano Maranho (BRA), Fernando Sampietro (ARG), Vaughan Mayberry (AUS) |
| 2012. augusztus 6. 16:45 (17:45) | Lawrence 6                               | Gólpassz  | Liu Vej 4        | Basketball Arena, London Játékvezetők: Cristiano Maranho (BRA), Fernando Sampietro (ARG), Vaughan Mayberry (AUS) |

| Csapat     | Helyezés |
| ---------- | -------- |
| Kína (CHN) | 12.      |

### Női
| Kínai női kosárlabdacsapat-játékoskeret                                                                          | Kínai női kosárlabdacsapat-játékoskeret                                                           |
| --- | ------------------------------------------------------------------------------------------------- |
| - Li Shanshan - Szung Hsziao-jün (Song Xiaoyun) - Ji Yanyan - Zhao Shuang - Miao Li-csie (Miao Lijie) - Guan Xin | - Fan Zhang - Ma Zengyu - Gao Song - Csen Hsziao-li (Chen Xiaoli) - Wei Wei - Csen Nan (Chen Nan) |

#### Eredmények
Csoportkör
A csoport
| Csapat                 | M | Gy | V | P+  | P–  | Pk   | PA    | P  |
| ---------------------- | - | -- | - | --- | --- | ---- | ----- | -- |
| Egyesült Államok (USA) | 5 | 5  | 0 | 462 | 279 | +183 | 1,656 | 10 |
| Törökország (TUR)      | 5 | 4  | 1 | 343 | 316 | +27  | 1,085 | 9  |
| Kína (CHN)             | 5 | 3  | 2 | 346 | 363 | −17  | 0,953 | 8  |
| Csehország (CZE)       | 5 | 2  | 3 | 346 | 332 | +14  | 1,042 | 7  |
| Horvátország (CRO)     | 5 | 1  | 4 | 324 | 379 | −55  | 0,855 | 6  |
| Angola (ANG)           | 5 | 0  | 5 | 243 | 395 | −152 | 0,615 | 5  |

| 2012. július 28. 9:00 (10:00) | Kína (CHN)                               | 66–57     | Csehország (CZE) | Basketball Arena, London Játékvezetők: Jorge Vazquez (PUR), Vaughan Mayberry (AUS), Carole Delaune (FRA) |
| 2012. július 28. 9:00 (10:00) | (20–16, 16–13, 15–15, 15–13) Jegyzőkönyv |           |                  | Basketball Arena, London Játékvezetők: Jorge Vazquez (PUR), Vaughan Mayberry (AUS), Carole Delaune (FRA) |
| 2012. július 28. 9:00 (10:00) | Ma Zengyu 16                             | Pont      | Vítečková 14     | Basketball Arena, London Játékvezetők: Jorge Vazquez (PUR), Vaughan Mayberry (AUS), Carole Delaune (FRA) |
| 2012. július 28. 9:00 (10:00) | Csen Nan 8                               | Lepattanó | Horáková 9       | Basketball Arena, London Játékvezetők: Jorge Vazquez (PUR), Vaughan Mayberry (AUS), Carole Delaune (FRA) |
| 2012. július 28. 9:00 (10:00) | Miao Li-csie 8                           | Gólpassz  | három játékos 3  | Basketball Arena, London Játékvezetők: Jorge Vazquez (PUR), Vaughan Mayberry (AUS), Carole Delaune (FRA) |

| 2012. július 30. 9:00 (10:00) | Horvátország (CRO)                       | 58–83     | Kína (CHN)      | Basketball Arena, London Játékvezetők: Michael Aylen (AUS), Elena Chernova (RUS), Felicia Grinter (USA) |
| 2012. július 30. 9:00 (10:00) | (21–24, 10–15, 14–25, 13–19) Jegyzőkönyv |           |                 | Basketball Arena, London Játékvezetők: Michael Aylen (AUS), Elena Chernova (RUS), Felicia Grinter (USA) |
| 2012. július 30. 9:00 (10:00) | Mandir 22                                | Pont      | Csen Nan 28     | Basketball Arena, London Játékvezetők: Michael Aylen (AUS), Elena Chernova (RUS), Felicia Grinter (USA) |
| 2012. július 30. 9:00 (10:00) | Ivezić 6                                 | Lepattanó | Csen Nan 10     | Basketball Arena, London Játékvezetők: Michael Aylen (AUS), Elena Chernova (RUS), Felicia Grinter (USA) |
| 2012. július 30. 9:00 (10:00) | Jelavić, Lelas 4                         | Gólpassz  | Miao Li-csie 10 | Basketball Arena, London Játékvezetők: Michael Aylen (AUS), Elena Chernova (RUS), Felicia Grinter (USA) |

| 2012. augusztus 1. 11:15 (12:15) | Kína (CHN)                              | 76–52     | Angola (ANG)    | Basketball Arena, London Játékvezetők: Christos Christodoulou (GRE), Samir Abaakil (MAR), Shenal Bendke (IND) |
| 2012. augusztus 1. 11:15 (12:15) | (15–13, 18–18, 24–6, 19–15) Jegyzőkönyv |           |                 | Basketball Arena, London Játékvezetők: Christos Christodoulou (GRE), Samir Abaakil (MAR), Shenal Bendke (IND) |
| 2012. augusztus 1. 11:15 (12:15) | Ma Zengyu 15                            | Pont      | Guadalupe 12    | Basketball Arena, London Játékvezetők: Christos Christodoulou (GRE), Samir Abaakil (MAR), Shenal Bendke (IND) |
| 2012. augusztus 1. 11:15 (12:15) | Gao Song 9                              | Lepattanó | Tomas 9         | Basketball Arena, London Játékvezetők: Christos Christodoulou (GRE), Samir Abaakil (MAR), Shenal Bendke (IND) |
| 2012. augusztus 1. 11:15 (12:15) | Miao Li-csie 5                          | Gólpassz  | három játékos 2 | Basketball Arena, London Játékvezetők: Christos Christodoulou (GRE), Samir Abaakil (MAR), Shenal Bendke (IND) |

| 2012. augusztus 3. 16:45 (17:45) | Törökország (TUR)                        | 82–55     | Kína (CHN)            | Basketball Arena, London Játékvezetők: Carl Jungebrand (FIN), Felicia Grinter (USA), Vaughan Mayberry (AUS) |
| 2012. augusztus 3. 16:45 (17:45) | (26-13, 13-14, 20-16, 23-12) Jegyzőkönyv |           |                       | Basketball Arena, London Játékvezetők: Carl Jungebrand (FIN), Felicia Grinter (USA), Vaughan Mayberry (AUS) |
| 2012. augusztus 3. 16:45 (17:45) | Yılmaz 16                                | Pont      | Ma Zengyu 7           | Basketball Arena, London Játékvezetők: Carl Jungebrand (FIN), Felicia Grinter (USA), Vaughan Mayberry (AUS) |
| 2012. augusztus 3. 16:45 (17:45) | Hollingsworth 11                         | Lepattanó | Ma Zengyu, Csen Nan 8 | Basketball Arena, London Játékvezetők: Carl Jungebrand (FIN), Felicia Grinter (USA), Vaughan Mayberry (AUS) |
| 2012. augusztus 3. 16:45 (17:45) | Alben 5                                  | Gólpassz  | Miao Li-csie 6        | Basketball Arena, London Játékvezetők: Carl Jungebrand (FIN), Felicia Grinter (USA), Vaughan Mayberry (AUS) |

| 2012. augusztus 5. 16:45 (17:45) | Kína (CHN)                              | 66–114    | Egyesült Államok (USA) | Basketball Arena, London Játékvezetők: Guerrino Cerebuch (ITA), Borisz Rizsik (UKR), Carole Delauné (FRA) |
| 2012. augusztus 5. 16:45 (17:45) | (28–31, 8–30, 12–33, 18–20) Jegyzőkönyv |           |                        | Basketball Arena, London Játékvezetők: Guerrino Cerebuch (ITA), Borisz Rizsik (UKR), Carole Delauné (FRA) |
| 2012. augusztus 5. 16:45 (17:45) | Szong Hsziao-jün 15                     | Pont      | Taurasi 22             | Basketball Arena, London Játékvezetők: Guerrino Cerebuch (ITA), Borisz Rizsik (UKR), Carole Delauné (FRA) |
| 2012. augusztus 5. 16:45 (17:45) | négy játékos 3                          | Lepattanó | Moore 7                | Basketball Arena, London Játékvezetők: Guerrino Cerebuch (ITA), Borisz Rizsik (UKR), Carole Delauné (FRA) |
| 2012. augusztus 5. 16:45 (17:45) | Miao Li-csie 8                          | Gólpassz  | Catchings 7            | Basketball Arena, London Játékvezetők: Guerrino Cerebuch (ITA), Borisz Rizsik (UKR), Carole Delauné (FRA) |

Negyeddöntők
| 2012. augusztus 7. 16:15 (17:15) | Ausztrália (AUS)                        | 75–60     | Kína (CHN)   | Basketball Arena, London Játékvezetők: Oļegs Latiševs (LAT), Jelena Csernova (RUS), Carole Delauné (FRA) |
| 2012. augusztus 7. 16:15 (17:15) | (22–16, 13–20, 20–16, 20-8) Jegyzőkönyv |           |              | Basketball Arena, London Játékvezetők: Oļegs Latiševs (LAT), Jelena Csernova (RUS), Carole Delauné (FRA) |
| 2012. augusztus 7. 16:15 (17:15) | Cambage 17                              | Pont      | Ma Zengyu 15 | Basketball Arena, London Játékvezetők: Oļegs Latiševs (LAT), Jelena Csernova (RUS), Carole Delauné (FRA) |
| 2012. augusztus 7. 16:15 (17:15) | Batkovic 9                              | Lepattanó | Csen Nan 7   | Basketball Arena, London Játékvezetők: Oļegs Latiševs (LAT), Jelena Csernova (RUS), Carole Delauné (FRA) |
| 2012. augusztus 7. 16:15 (17:15) | Richards 7                              | Gólpassz  | Gao Song 3   | Basketball Arena, London Játékvezetők: Oļegs Latiševs (LAT), Jelena Csernova (RUS), Carole Delauné (FRA) |

| Csapat     | Helyezés |
| ---------- | -------- |
| Kína (CHN) | 6.       |

## Műugrás
Férfi
| Versenyző                                           | Versenyszám          | Selejtező | Selejtező | Elődöntő | Elődöntő | Döntő  | Döntő    |
| Versenyző                                           | Versenyszám          | Pont      | Helyezés  | Pont     | Helyezés | Pont   | Helyezés |
| --------------------------------------------------- | -------------------- | --------- | --------- | -------- | -------- | ------ | -------- |
| Csin Kaj (Qin Kai)                                  | Egyéni műugrás       | 451,60    | 11.       | 500,35   | 3.       | 541,75 |          |
| Ho Csung (He Chong)                                 | Egyéni műugrás       | 500,90    | 2.        | 510,15   | 1.       | 524,15 |          |
| Csiu Po (Qiu Bo)                                    | Egyéni toronyugrás   | 563,70    | 1.        | 563,55   | 1.       | 566,85 |          |
| Lin Jüe (Lin Yue)                                   | Egyéni toronyugrás   | 532,15    | 2.        | 541,80   | 2.       | 527,30 | 6.       |
| Lo Jü-tung (Luo Yutong) Csin Kaj (Qin Kai)          | Szinkron műugrás     |           |           |          |          | 477,00 |          |
| Cao Jüan (Cao Yuan) Csang Jen-csüan (Zhang Yanquan) | Szinkron toronyugrás |           |           |          |          | 486,78 |          |

Női
| Versenyző                                      | Versenyszám          | Selejtező | Selejtező | Elődöntő | Elődöntő | Döntő  | Döntő    |
| Versenyző                                      | Versenyszám          | Pont      | Helyezés  | Pont     | Helyezés | Pont   | Helyezés |
| ---------------------------------------------- | -------------------- | --------- | --------- | -------- | -------- | ------ | -------- |
| Vu Min-hszia (Wu Minxia)                       | Egyéni műugrás       | 387,95    | 1.        | 394,40   | 1.       | 414,00 |          |
| Ho Ce (He Zi)                                  | Egyéni műugrás       | 363,85    | 2.        | 354,50   | 3.       | 379,20 |          |
| Csen Zso-lin (Chen Ruolin)                     | Egyéni toronyugrás   | 392,35    | 1.        | 407,25   | 1.       | 422,30 |          |
| Hu Ja-tan (Hu Yadan)                           | Egyéni toronyugrás   | 337,85    | 6.        | 328,25   | 9.       | 349,50 | 9.       |
| Ho Ce (He Zi) Vu Min-hszia (Wu Minxia)         | Szinkron műugrás     |           |           |          |          | 346,20 |          |
| Csen Zso-lin (Chen Ruolin) Vang Hao (Wang Hao) | Szinkron toronyugrás |           |           |          |          | 368,40 |          |

## Ökölvívás
Férfi
| Versenyző                                       | Versenyszám     | Selejtező                     | Nyolcaddöntő                        | Negyeddöntő                    | Elődöntő                    | Döntő                          | Helyezés |
| Versenyző                                       | Versenyszám     | Ellenfél Eredmény             | Ellenfél Eredmény                   | Ellenfél Eredmény              | Ellenfél Eredmény           | Ellenfél Eredmény              | Helyezés |
| ----------------------------------------------- | --------------- | ----------------------------- | ----------------------------------- | ------------------------------ | --------------------------- | ------------------------------ | -------- |
| Cou Si-ming (Zou Shiming)                       | Papírsúly       | erőnyerő                      | Yosvany Veitía (CUB) · 14–11        | Birzsan Zsakipov (KAZ) · 13–10 | Paddy Barnes (IRL) · 15+–15 | Kaeo Pongprayoon (THA) · 13–10 |          |
| Liu Qiang                                       | Könnyűsúly      | Luke Jackson (AUS) · 20–7     | Yasnier Toledo (CUB) · 10–14        | kiesett                        | kiesett                     | kiesett                        | 9.       |
| Csiung Majmajtituerszun (Qiong Maimaitituersun) | Váltósúly       | Andrej Zamkovoj (RUS) · 11–16 | kiesett                             | kiesett                        | kiesett                     | kiesett                        | 17.      |
| Meng Fanlong                                    | Félnehézsúly    | Szumit Szángván (IND) · 15–14 | Yamaguchi Florentino (BRA) · 17–17+ | kiesett                        | kiesett                     | kiesett                        | 9.       |
| Wang Xuanxuan                                   | Nehézsúly       | erőnyerő                      | Tervel Pulev (BUL) · 7–10           | kiesett                        | kiesett                     | kiesett                        | 9.       |
| Csang Cse-lej (Zhang Zhilei)                    | Szupernehézsúly | erőnyerő                      | Johan Linde (AUS) · RSC             | Anthony Joshua (GBR) · 11–15   | kiesett                     | kiesett                        | 5.       |

Női
| Versenyző                 | Versenyszám | Selejtező                    | Negyeddöntő                    | Elődöntő                          | Döntő                     | Helyezés |
| Versenyző                 | Versenyszám | Ellenfél Eredmény            | Ellenfél Eredmény              | Ellenfél Eredmény                 | Ellenfél Eredmény         | Helyezés |
| ------------------------- | ----------- | ---------------------------- | ------------------------------ | --------------------------------- | ------------------------- | -------- |
| Zsen Can-can (Ren Cancan) | Légsúly     | erőnyerő                     | Jelena Szaveljeva (RUS) · 12–7 | Marlen Esparza (USA) · 10–8       | Nicola Adams (GBR) · 7–16 |          |
| Dong Cheng                | Könnyűsúly  | Mihaela Lăcătuș (ROU) · 10–5 | Mavzuna Csorijeva (TJK) · 8–13 | kiesett                           | kiesett                   | 5.       |
| Li Jinzi                  | Középsúly   | Roseli Feitosa (BRA) · 19–14 | Mary Spencer (CAN) · 17–14     | Nagyezsda Torlopova (RUS) · 10–12 | kiesett                   |          |

RSC - a játékvezető megállította a mérkőzést

## Öttusa
| Versenyző                       | Versenyszám | Vívás    | Vívás | Vívás | Úszás   | Úszás | Úszás | Lovaglás   | Lovaglás   | Lovaglás | Lovaglás | Futás/Lövészet | Futás/Lövészet | Futás/Lövészet | Futás/Lövészet | Összesen    | Összesen |
| Versenyző                       | Versenyszám | Eredmény | Pont  | Hely. | Idő     | Pont  | Hely. | Idő        | Hibapont   | Pont     | Hely.    | Lövőhiba       | Idő            | Pont           | Hely.          | Összes pont | Helyezés |
| ------------------------------- | ----------- | -------- | ----- | ----- | ------- | ----- | ----- | ---------- | ---------- | -------- | -------- | -------------- | -------------- | -------------- | -------------- | ----------- | -------- |
| Cao Csung-zsung (Cao Zhongrong) | Férfi       | 25–10    | 1000  | 2.*   | 1:58,93 | 1376  | 3.    | 74,62      | 120        | 1080     | 27.      | 3              | 10:38,02       | 2448           | 9.             | 5904        |          |
| Wang Guan                       | Férfi       | 12–23    | 688   | 34.** | 2:12,13 | 1216  | 32.   | nem indult | nem indult | 0        | 36.      | nem indult     | nem indult     | nem indult     | nem indult     | 1904        | 36.      |
| Csen Csien (Chen Qian)          | Női         | 21–14    | 904   | 6.*   | 2:17,77 | 1148  | 14.   | 85,30      | 80         | 1120     | 22.      | 5              | 11:52,20       | 2152           | 3.             | 5324        | 5.       |
| Miao Yihua                      | Női         | 20–15    | 880   | 8.**  | 2:19,31 | 1132  | 21.   | 81,87      | 64         | 1136     | 17.      | 2              | 12:26,31       | 2016           | 20.            | 5164        | 14.      |

* - egy másik versenyzővel azonos eredményt ért el

** - két másik versenyzővel azonos eredményt ért el

## Röplabda

### Női
| Kínai női röplabdacsapat-játékoskeret                                                                   | Kínai női röplabdacsapat-játékoskeret                                                                                |
| --- | --- |
| - Vang Ji-mej (Wang Yimei) - Mi Yang - Hui Ruoqi - Chu Jinling - Zhang Xian - Vej Csiu-jüe (Wei Qiuyue) | - Yang Junjing - Shan Danna - Hszü Jün-li (Xu Yunli) - Zeng Chunlei - Ma Jün-ven (Ma Yunwen) - Csang Lej (Zhang Lei) |

#### Eredmények
Csoportkör
B csoport
|                        |      | Mérkőzések | Mérkőzések | Szettek | Szettek | Szettek | Pontok | Pontok | Pontok |
| Csapat                 | Pont | Gy         | V          | Sz+     | Sz–     | SzA     | P+     | P–     | PA     |
| ---------------------- | ---- | ---------- | ---------- | ------- | ------- | ------- | ------ | ------ | ------ |
| Egyesült Államok (USA) | 15   | 5          | 0          | 12      | 2       | 6,000   | 349    | 285    | 1,225  |
| Kína (CHN)             | 9    | 3          | 2          | 11      | 10      | 1,100   | 363    | 356    | 1,020  |
| Dél-Korea (KOR)        | 8    | 2          | 3          | 11      | 10      | 1,100   | 344    | 340    | 1,012  |
| Brazília (BRA)         | 7    | 3          | 2          | 10      | 10      | 1,000   | 447    | 420    | 1,064  |
| Törökország (TUR)      | 6    | 2          | 3          | 9       | 8       | 1,125   | 374    | 366    | 1,022  |
| Szerbia (SRB)          | 0    | 0          | 5          | 2       | 15      | 0,133   | 297    | 407    | 0,730  |

| 2012. július 28. 11:30 (12:30) | Kína (CHN)                               | 3–1 | Szerbia (SRB) | Earls Court Exhibition Centre, London Nézőszám: 13 000 Játékvezető: Susana Rodriguez (ESP), Ibrahim Al-Naama (QAT) |
| 2012. július 28. 11:30 (12:30) | (16–25, 25–18, 25–13, 25–12) Jegyzőkönyv |     |               | Earls Court Exhibition Centre, London Nézőszám: 13 000 Játékvezető: Susana Rodriguez (ESP), Ibrahim Al-Naama (QAT) |

| 2012. július 30. 9:30 (10:30) | Kína (CHN)                               | 3–1 | Törökország (TUR) | Earls Court Exhibition Centre, London Nézőszám: 10 500 Játékvezető: Frans Loderus (NED), Mohamed Shaaban (EGY) |
| 2012. július 30. 9:30 (10:30) | (25–20, 25–20, 29–31, 25–22) Jegyzőkönyv |     |                   | Earls Court Exhibition Centre, London Nézőszám: 10 500 Játékvezető: Frans Loderus (NED), Mohamed Shaaban (EGY) |

| 2012. augusztus 1. 20:00 (21:00) | Egyesült Államok (USA)            | 3–0 | Kína (CHN) | Earls Court Exhibition Centre, London Nézőszám: 14 800 Játékvezető: Rolando Cholakian (ARG), Jose Mercado (PUR) |
| 2012. augusztus 1. 20:00 (21:00) | (26–24, 25–16, 31–29) Jegyzőkönyv |     |            | Earls Court Exhibition Centre, London Nézőszám: 14 800 Játékvezető: Rolando Cholakian (ARG), Jose Mercado (PUR) |

| 2012. augusztus 3. 9:30 (10:30) | Brazília (BRA)                                  | 3–2 | Kína (CHN) | Earls Court Exhibition Centre, London Nézőszám: 11 000 Játékvezető: Denny Lassi (DOM), Hóbor Béla (HUN) |
| 2012. augusztus 3. 9:30 (10:30) | (25–16, 20–25, 25–18, 28–30, 15–10) Jegyzőkönyv |     |            | Earls Court Exhibition Centre, London Nézőszám: 11 000 Játékvezető: Denny Lassi (DOM), Hóbor Béla (HUN) |

| 2012. augusztus 5. 11:30 (12:30) | Kína (CHN)                                      | 3–2 | Dél-Korea (KOR) | Earls Court Exhibition Centre, London Nézőszám: 12 000 Játékvezető: Janpen Jirakul (THA), Frans Loderus (NED) |
| 2012. augusztus 5. 11:30 (12:30) | (28–26, 22–25, 25–19, 22–25, 15–10) Jegyzőkönyv |     |                 | Earls Court Exhibition Centre, London Nézőszám: 12 000 Játékvezető: Janpen Jirakul (THA), Frans Loderus (NED) |

Negyeddöntő
| 2012. augusztus 7. 13:00 (14:00) | Japán (JPN)                                     | 3–2 | Kína (CHN) | Earls Court Exhibition Centre, London Nézőszám: 12 000 Játékvezető: Susana Rodriguez (ESP), Zorica Bjelić (SRB) |
| 2012. augusztus 7. 13:00 (14:00) | (28–26, 23–25, 25–23, 23–25, 18–16) Jegyzőkönyv |     |            | Earls Court Exhibition Centre, London Nézőszám: 12 000 Játékvezető: Susana Rodriguez (ESP), Zorica Bjelić (SRB) |

| Csapat     | Helyezés |
| ---------- | -------- |
| Kína (CHN) | 5.       |

### Strandröplabda

#### Férfi
| Versenyző                                         | Csoportkör | Csoportkör | 16 közé jutásért  | Nyolcaddöntő      | Negyeddöntő       | Elődöntő          | Döntő             | Helyezés |
| Versenyző                                         | Ellenfél Eredmény | Hely.      | Ellenfél Eredmény | Ellenfél Eredmény | Ellenfél Eredmény | Ellenfél Eredmény | Ellenfél Eredmény | Helyezés |
| ------------------------------------------------- | --- | ---------- | ----------------- | ----------------- | ----------------- | ----------------- | ----------------- | -------- |
| Vu Peng-ken (Wu Penggen) Hszü Lin-jin (Xu Linyin) | C csoport · Svájc (SUI) · Sébastien Chevallier · Sascha Heyer · 21–18, 16–21, 12–15 · Németország (GER) · Julius Brink · Jonas Reckermann · 21–13, 19–21, 8–15 · Oroszország (RUS) · Szergej Prokopjev · Konsztantyin Szemjonov · 27–29, 21–17, 12–15 | 4.         | kiesett           | kiesett           | kiesett           | kiesett           | kiesett           | 19.      |

#### Női
| Versenyző                                   | Csoportkör | Csoportkör | 16 közé jutásért  | Nyolcaddöntő                                                                  | Negyeddöntő                                                          | Elődöntő                                                                         | Döntő                                                                                      | Helyezés |
| Versenyző                                   | Ellenfél Eredmény | Hely.      | Ellenfél Eredmény | Ellenfél Eredmény                                                             | Ellenfél Eredmény                                                    | Ellenfél Eredmény                                                                | Ellenfél Eredmény                                                                          | Helyezés |
| ------------------------------------------- | --- | ---------- | ----------------- | ----------------------------------------------------------------------------- | -------------------------------------------------------------------- | -------------------------------------------------------------------------------- | ------------------------------------------------------------------------------------------ | -------- |
| Hszüe Csen (Xue Chen) Csang Hszi (Zhang Xi) | B csoport · Oroszország (RUS) · Anasztaszija Vaszina · Anna Vozakova · 21–18, 14–21, 14–16) · Svájc (SUI) · Simone Kuhn · Nadine Zumkehr · 21–18, 16–21, 15–8 · Görögország (GRE) · Vaszilikí Arvaníti · María Ciarcíani · 21–17, 21–16 | 2.         |                   | Oroszország (RUS) · Jekatyerina Homjakova · Jevgenyija Ukolova · 21–12, 21–11 | Ausztria (AUT) · Doris Schwaiger · Stefanie Schwaiger · 21–18, 21–11 | Egyesült Államok (USA) · Misty May-Treanor · Kerri Walsh Jennings · 20–22, 20–22 | Bronzmérkőzés · Brazília (BRA) · Juliana Felisberta · Larissa França · 21–11, 19–21, 12–15 | 4.       |

## Sportlövészet
Férfi
| Versenyző                      | Versenyszám           | Selejtező | Selejtező | Döntő   | Döntő    |
| Versenyző                      | Versenyszám           | Pont      | Helyezés  | Pont    | Helyezés |
| ------------------------------ | --------------------- | --------- | --------- | ------- | -------- |
| Pang Vej (Pang Wei)            | Légpisztoly           | 586       | 2.        | 683,7   | 4.       |
| Tan Cung-liang (Tan Zongliang) | Légpisztoly           | 581       | 12.       | kiesett | kiesett  |
| Ding Feng                      | Gyorstüzelő pisztoly  | 588       | 2.        | 27      |          |
| Csang Csien (Zhang Jian)       | Gyorstüzelő pisztoly  | 584       | 5.        | 17      | 5.       |
| Vang Cse-vej (Wang Zhiwei)     | Szabadpisztoly        | 566       | 2.        | 658,6   |          |
| Zhang Tian                     | Szabadpisztoly        | 553       | 25.       | kiesett | kiesett  |
| Vang Tao (Wang Tao)            | Légpuska              | 598       | 4.        | 700,4   | 4.       |
| Csu Csi-nan (Zhu Qinan)        | Légpuska              | 595       | 10.       | kiesett | kiesett  |
| Csu Csi-nan (Zhu Qinan)        | Sportpuska, fekvő     | 590       | 34.       | kiesett | kiesett  |
| Csu Csi-nan (Zhu Qinan)        | Sportpuska, összetett | 1170      | 6.        | 1270,2  | 5.       |
| Lan Xing                       | Sportpuska, összetett | 1159      | 29.       | kiesett | kiesett  |
| Wang Weiyi                     | Sportpuska, fekvő     | 591       | 28.       | kiesett | kiesett  |
| du Yu                          | Trap                  | 112       | 30.       | kiesett | kiesett  |
| Li Jun                         | Dupla trap            | 134       | 10.       | kiesett | kiesett  |
| Hu Pin-jüan (Hu Binyuan)       | Dupla trap            | 133       | 14.       | kiesett | kiesett  |

Női
| Versenyző                 | Versenyszám           | Selejtező | Selejtező | Döntő   | Döntő    |
| Versenyző                 | Versenyszám           | Pont      | Helyezés  | Pont    | Helyezés |
| ------------------------- | --------------------- | --------- | --------- | ------- | -------- |
| Kuo Ven-csün (Guo Wenjun) | Légpisztoly           | 388       | 1.        | 488,1   |          |
| Su Yuling                 | Légpisztoly           | 386       | 4.        | 484,6   | 6.       |
| Csen Jing (Chen Ying)     | Sportpisztoly         | 585       | 3.        | 791,4   |          |
| Yuan Jing                 | Sportpisztoly         | 579       | 20.       | kiesett | kiesett  |
| Ji Sze-ling (Yi Siling)   | Légpuska              | 399       | 2.        | 502,9   |          |
| Yu Dan                    | Légpuska              | 398       | 4.        | 501,5   |          |
| Li Peijing                | Sportpuska, összetett | 583       | 9.*       | kiesett | kiesett  |
| Tu Li (Du Li)             | Sportpuska, összetett | 581       | 13.       | kiesett | kiesett  |
| Liu Jing-ce (Liu Yingzi)  | Trap                  | 67        | 12.       | kiesett | kiesett  |
| Vej Ning (Wei Ning)       | Skeet                 | 68        | 4.        | 91      |          |

* - három másik versenyzővel azonos eredményt ért el, szétlövés után 49,6 ponttal a 2. helyen végzett

## Súlyemelés
Férfi
| Versenyző         | Versenyszám | Szakítás | Szakítás | Lökés                    | Lökés                    | Összesen | Helyezés |
| Versenyző         | Versenyszám | Eredmény | Helyezés | Eredmény                 | Helyezés                 | Összesen | Helyezés |
| ----------------- | ----------- | -------- | -------- | ------------------------ | ------------------------ | -------- | -------- |
| Wu Jingbiao       | 56 kg       | 133      | 1.       | 156                      | 2.                       | 289      |          |
| Csang Csie        | 62 kg       | 140      | 3.       | 174                      | 2.                       | 314      | 4.       |
| Lin Qingfeng      | 69 kg       | 157      | 1.       | 187                      | 2.                       | 344      |          |
| Lu Xiaojun        | 77 kg       | 175      | 1.       | 204                      | 1.                       | 379      |          |
| Lu Haojie         | 77 kg       | 170      | 2.       | 190                      | 5.                       | 360      |          |
| Lu Jung (Lu Yong) | 85 kg       | 178      | 1.       | érvényes kísérlet nélkül | érvényes kísérlet nélkül | kiesett  | kiesett  |

Női
| Versenyző     | Versenyszám | Szakítás                 | Szakítás                 | Lökés    | Lökés    | Összesen | Helyezés |
| Versenyző     | Versenyszám | Eredmény                 | Helyezés                 | Eredmény | Helyezés | Összesen | Helyezés |
| ------------- | ----------- | ------------------------ | ------------------------ | -------- | -------- | -------- | -------- |
| Wang Mingjuan | 48 kg       | 91                       | 1.                       | 114      | 1.       | 205      |          |
| Zhou Jun      | 53 kg       | érvényes kísérlet nélkül | érvényes kísérlet nélkül | kiesett  | kiesett  | kiesett  | kiesett  |
| Li Xueying    | 58 kg       | 108                      | 1.                       | 138      | 1.       | 246      |          |
| Zhou Lulu     | +75 kg      | 146                      | 2.                       | 187      | 1.       | 333      |          |

## Szinkronúszás
| Versenyző | Versenyszám | Technikai gyakorlat | Technikai gyakorlat | Selejtező        | Selejtező        | Selejtező  | Selejtező  | Döntő            | Döntő            | Döntő      | Döntő      | Helyezés |
| Versenyző | Versenyszám | Technikai gyakorlat | Technikai gyakorlat | Szabad gyakorlat | Szabad gyakorlat | Összesítés | Összesítés | Szabad gyakorlat | Szabad gyakorlat | Összesítés | Összesítés | Helyezés |
| Versenyző | Versenyszám | Pont                | Hely.               | Pont             | Hely.            | Pont       | Hely.      | Pont             | Hely.            | Pont       | Hely.      | Helyezés |
| --- | ----------- | ------------------- | ------------------- | ---------------- | ---------------- | ---------- | ---------- | ---------------- | ---------------- | ---------- | ---------- | -------- |
| Huang Hszüe-csen (Huang Xuechen) Liu Ou | Páros       | 96,100              | 2.                  | 96,710           | 2.               | 192,810    | 2.         | 96,770           | 3.               | 192,870    | 3.         |          |
| Chang Si Chen Xiaojun Huang Hszüe-csen (Huang Xuechen) Csiang Ting-ting (Jiang Tingting) Csiang Ven-ven (Jiang Wenwen) Liu Ou Lo Hszi (Luo Xi) Wu Yiwen Sun Wenyan | Csapat      | 97,000              | 2.                  |                  |                  |            |            | 97,010           | 2.               | 194,010    | 2.         |          |

## Taekwondo
Férfi
| Versenyző                  | Versenyszám | Nyolcaddöntő                | Negyeddöntő                       | Elődöntő          | Vigaszág elődöntő        | Bronz- mérkőzés             | Döntő             | Helyezés |
| Versenyző                  | Versenyszám | Ellenfél Eredmény           | Ellenfél Eredmény                 | Ellenfél Eredmény | Ellenfél Eredmény        | Ellenfél Eredmény           | Ellenfél Eredmény | Helyezés |
| -------------------------- | ----------- | --------------------------- | --------------------------------- | ----------------- | ------------------------ | --------------------------- | ----------------- | -------- |
| Liu Hsziao-po (Liu Xiaobo) | Nehézsúly   | Kenneth Edwards (JAM) · 6–4 | Carlo Molfetta (ITA) · 5–6 (h.h.) |                   | Aliser Gulov (TJK) · 6–1 | Bahri Tanrıkulu (TUR) · 3–2 |                   |          |

Női
| Versenyző               | Versenyszám | Nyolcaddöntő                   | Negyeddöntő                  | Elődöntő                      | Vigaszág elődöntő | Bronz- mérkőzés   | Döntő                      | Helyezés |
| Versenyző               | Versenyszám | Ellenfél Eredmény              | Ellenfél Eredmény            | Ellenfél Eredmény             | Ellenfél Eredmény | Ellenfél Eredmény | Ellenfél Eredmény          | Helyezés |
| ----------------------- | ----------- | ------------------------------ | ---------------------------- | ----------------------------- | ----------------- | ----------------- | -------------------------- | -------- |
| Vu Csing-jü (Wu Jingyu) | Légsúly     | Elizabeth Zamora (GUA) · 10–2  | Kaszahara Erika (JPN) · 14–0 | Lucija Zaninović (CRO) · 19–7 |                   |                   | Brigitte Yagüe (ESP) · 8–1 |          |
| Hou Yuzhuo              | Pehelysúly  | Diana López (USA) · 1–0 (h.h.) | Suvi Mikkonen (FIN) · 7–2    | Marlène Harnois (FRA) · 8–3   |                   |                   | Jade Jones (GBR) · 4–6     |          |

## Tenisz
Női
| Versenyző                                     | Versenyszám | 64-es főtábla                            | 32-es főtábla                                                                 | Nyolcaddöntő                                                                          | Negyeddöntő                                                                   | Elődöntő          | Bronz- mérkőzés   | Döntő             | Helyezés |
| Versenyző                                     | Versenyszám | Ellenfél Eredmény                        | Ellenfél Eredmény                                                             | Ellenfél Eredmény                                                                     | Ellenfél Eredmény                                                             | Ellenfél Eredmény | Ellenfél Eredmény | Ellenfél Eredmény | Helyezés |
| --------------------------------------------- | ----------- | ---------------------------------------- | ----------------------------------------------------------------------------- | ------------------------------------------------------------------------------------- | ----------------------------------------------------------------------------- | ----------------- | ----------------- | ----------------- | -------- |
| Peng Suaj (Peng Shuai)                        | Egyes       | Hszie Su-vej (TPE) · 6–3, 6–7(3–7), 7–5  | Petra Kvitová (CZE) · 5–7, 6–2, 1–6                                           | kiesett                                                                               | kiesett                                                                       | kiesett           | kiesett           | kiesett           | 17.      |
| Cseng Csie (Zheng Jie)                        | Egyes       | Nagyezsda Petrova (RUS) · 4–6, 6–7(7–9)  | kiesett                                                                       | kiesett                                                                               | kiesett                                                                       | kiesett           | kiesett           | kiesett           | 33.      |
| Li Na                                         | Egyes       | Daniela Hantuchová (SVK) · 2–6, 6–3, 3–6 | kiesett                                                                       | kiesett                                                                               | kiesett                                                                       | kiesett           | kiesett           | kiesett           | 33.      |
| Peng Suaj (Peng Shuai) Cseng Csie (Zheng Jie) | Páros       |                                          | Franciaország (FRA) · Alizé Cornet · Kristina Mladenovic · 6–1, 6–7(3–7), 6–3 | Spanyolország (ESP) · Nuria Llagostera Vives · María José Martínez Sánchez · 6–4, 6–2 | Oroszország (RUS) · Marija Kirilenko · Nagyezsda Petrova · 5–7, 7–6(7–4), 4–6 | kiesett           | kiesett           | kiesett           | 5.       |
| Li Na Csang Suaj (Zhang Shuai)                | Páros       |                                          | Argentína (ARG) · Gisela Dulko · Paola Suárez · 6–4, 6–2                      | Csehország (CZE) · Andrea Hlaváčková · Lucie Hradecká · 3–6, 1–6                      | kiesett                                                                       | kiesett           | kiesett           | kiesett           | 9.       |

## Tollaslabda
| Versenyző                                  | Versenyszám  | Csoportkör | Csoportkör | Nyolcaddöntő                              | Negyeddöntő                                                                        | Elődöntő                                                                          | Bronz- mérkőzés                          | Döntő                                                           | Helyezés |
| Versenyző                                  | Versenyszám  | Ellenfél Eredmény | Hely.      | Ellenfél Eredmény                         | Ellenfél Eredmény                                                                  | Ellenfél Eredmény                                                                 | Ellenfél Eredmény                        | Ellenfél Eredmény                                               | Helyezés |
| ------------------------------------------ | ------------ | --- | ---------- | ----------------------------------------- | ---------------------------------------------------------------------------------- | --------------------------------------------------------------------------------- | ---------------------------------------- | --------------------------------------------------------------- | -------- |
| Lin Tan (Lin Dan)                          | Férfi egyes  | P csoport · Scott Evans (IRL) · 21–8, 21–14 | 1.         | Taufik Hidayat (INA) · 21–9, 21–1         | Szaszaki Só (JPN) · 21–12, 16–21, 21–16                                            | I Hjonil (KOR) · 21–12, 21–10                                                     |                                          | Lee Chong Wei (MAS) · 15–21, 21–10, 21–19                       |          |
| Chen Long                                  | Férfi egyes  | E csoport · Boonsak Ponsana (THA) · 21–12, 21–17) | 1.         | Wong Wing Ki (HKG) · 21–17, 21–17         | Peter Gade (DEN) · 21–16, 21–13                                                    | Lee Chong Wei (MAS) · 13–21, 14–21                                                | I Hjonil (KOR) · 21–12, 15–21, 21–15     |                                                                 |          |
| Csen Csin (Chen Jin)                       | Férfi egyes  | L csoport · Przemyslaw Wacha (POL) · 21–15, 21–8 | 1.         | Marc Zwiebler (GER) · 19–21, 21–12, 21–19 | I Hjonil (KOR) · 15–21, 16–21                                                      | kiesett                                                                           | kiesett                                  | kiesett                                                         | 5.       |
| Caj Jün (Cai Yun) Fu Haj-feng (Fu Haifeng) | Férfi páros  | A csoport · Németország (GER) · Ingo Kindervater · Johannes Schöttler · 22–20, 21–16 · Ausztrália (AUS) · Ross Smith · Glenn Warfe · 21–17, 21–11 · Tajvan (TPE) · Fang Chieh-minbr>Lee Sheng-mu · 21–19, 21–13                    | 1.         |                                           | Kína (CHN) · Chai Biao · Kuo Csen-tung (Guo Zhendong) · 21–15, 21–19               | Malajzia (MAS) · Koo Kien Keat · Tan Boon Heong · 21–9, 21–19                     |                                          | Dánia (DEN) · Mathias Boe · Carsten Mogensen · 21–16, 21–15     |          |
| Chai Biao Kuo Csen-tung (Guo Zhendong)     | Férfi páros  | C csoport · Dél-afrikai Köztársaság (RSA) · Dorian James · Willem Viljoen · 21–8, 21–13 · Oroszország (RUS) · Vlagyimir Ivanov · Ivan Szozonov · 23–21, 21–15 · Dánia (DEN) · Mathias Boe · Carsten Mogensen · 14–21, 19–21        | 1.         |                                           | Kína (CHN) · Caj Jün (Cai Yun) · Fu Haj-feng (Fu Haifeng) · 15–21, 19–21           | kiesett                                                                           | kiesett                                  | kiesett                                                         | 5.       |
| Li Xuerui                                  | Női egyes    | L csoport · Carolina Marín (ESP) · 21–13, 21–11 · Claudia Rivero (PER) · 21–5, 21–6 | 1.         | Tai Tzu-Ying (TPE) · 21–16, 23–21         | Yip Pui Yin (HKG) · 21–12, 22–20                                                   | Vang Hszin (Wang Xin) (CHN) · 22–20, 21–18                                        |                                          | Wang Yihan (CHN) · 21–15, 21–23 21–17                           |          |
| Wang Yihan                                 | Női egyes    | A csoport · Michelle Li (CAN) · 21–8, 21–16 | 1.         | Pe Jondzsu (KOR) · 15–21, 21–14, 21–14    | Cheng Shao-chieh (TPE) · 21–14, 21–11                                              | Sájna Nehavál (IND) · 21–13, 21–13                                                |                                          | Li Xuerui (CHN) · 15–21, 23–21, 17–21                           |          |
| Vang Hszin (Wang Xin)                      | Női egyes    | P csoport · Rena Wang (USA) · 21–8, 21–6 | 1.         | Adriyanti Firdasari (INA) · 21–15, 21–8   | Ratchanok Inthanon (THA) · 17–21, 21–18, 21–14                                     | Li Xuerui (CHN) · 20–22, 18–21                                                    | Sájna Nehavál (IND) · 21–18, 1–0 feladta |                                                                 | 4.       |
| Tian Qing Zhao Yunlei                      | Női páros    | D csoport · Japán (JPN) · Maeda Mijuki · Szuecuna Szatoko · 21–16, 21–17 Dánia (DEN) · Kamilla Rytter Juhl · Christinna Pedersen · 20–22, 12–21 Hongkong (HKG) · Poon Lok Yan · Tse Ying Suet · 21–11, 21–12                       | 2.         |                                           | Tajvan (TPE) · Cheng Wen-Hsing · Chien Yu-Chin · 21–10, 21–14                      | Oroszország (RUS) · Valerija Szorokina · Nyina Viszlova · 21–19, 21–6             |                                          | Japán (JPN) · Fudzsii Mizuki · Kakiiva Reika · 21–10, 25–23     |          |
| Wang Xiaoli Jü Jang (Yu Yang)              | Női páros    | A csoport · Dél-Korea (KOR) · Csong Gjongun · Kim Hana · 14–21, 11–21 · Oroszország (RUS) · Valerija Szorokina · Nyina Viszlova · 21–6, 21–9 · Kanada (CAN) · Alexandra Bruce · Michelle Li · 21–11, 21–7                          | 2.         |                                           | kizárták                                                                           | kizárták                                                                          | kizárták                                 | kizárták                                                        | kizárták |
| Csang Nan (Zhang Nan) Zhao Yunlei          | Vegyes páros | A csoport · Oroszország (RUS) · Alekszandr Nyikolajenko · Valerija Szorokina · 21–18, 21–9 · Nagy-Britannia (GBR) · Chris Adcock · Imogen Bankier · 21–13, 21–14 · Németország (GER) · Michael Fuchs · Birgit Michels · 21–6, 21–7 | 1.         |                                           | Lengyelország (POL) · Robert Mateusiak · Nadieżda Kostiuczyk · 21–19, 21–16, 23–21 | Dánia (DEN) · Joachim Fischer Nielsen · Christinna Pedersen · 17–21, 21–17, 21–19 |                                          | Kína (CHN) · Xu Chen · Ma Jin · 21–11, 21–17                    |          |
| Xu Chen Ma Jin                             | Vegyes páros | D csoport · Thaiföld (THA) · Sudket Prapakamol · Saralee Thoungthongkam · 21–19, 21–12 · Malajzia (MAS) · Chan Peng Soon · Goh Liu Ying · 21–14, 21–8 · Tajvan (TPE) · Chen Hung-ling · Cheng Wen-hsing · 21–16, 22–20             | 1.         |                                           | Dánia (DEN) · Thomas Laybourn · Kamilla Rytter Juhl · 21–13, 21–17                 | Indonézia (INA) · Tantowi Ahmad · Lilyana Natsir · 21–23, 21–18, 21–13            |                                          | Kína (CHN) · Csang Nan (Zhang Nan) · Zhao Yunlei · 11–21, 17–21 |          |

## Torna
Férfi
| Versenyző                                                                                            | Versenyszám      | Selejtező | Selejtező | Döntő    | Döntő    |
| Versenyző                                                                                            | Versenyszám      | Pontszám  | Helyezés  | Pontszám | Helyezés |
| --- | ---------------- | --------- | --------- | -------- | -------- |
| Guo Weiyang                                                                                          | Talaj            | 12,266    | 70.       | kiesett  | kiesett  |
| Guo Weiyang                                                                                          | Ugrás            | 15,300    |           | kiesett  | kiesett  |
| Guo Weiyang                                                                                          | Korlát           | 13,966    | 53.       | kiesett  | kiesett  |
| Guo Weiyang                                                                                          | Nyújtó           | 14,933    | 18.       | kiesett  | kiesett  |
| Guo Weiyang                                                                                          | Gyűrű            | 14,400    | 42.       | kiesett  | kiesett  |
| Guo Weiyang                                                                                          | Lólengés         | 13,266    | 47.       | kiesett  | kiesett  |
| Guo Weiyang                                                                                          | Egyéni összetett | 84,131    | 29.       | kiesett  | kiesett  |
| Cou Kaj (Zou Kai)                                                                                    | Talaj            | 15,833    | 1.        | 15,933   |          |
| Cou Kaj (Zou Kai)                                                                                    | Nyújtó           | 15,533    | 7.        | 16,366   |          |
| Cou Kaj (Zou Kai)                                                                                    | Lólengés         | 12,533    | 58.       | kiesett  | kiesett  |
| Csang Cseng-lung (Zhang Chenglong)                                                                   | Talaj            | 14,666    | 31.       | kiesett  | kiesett  |
| Csang Cseng-lung (Zhang Chenglong)                                                                   | Korlát           | 15,366    | 9.*       | 13,808   | 9.       |
| Csang Cseng-lung (Zhang Chenglong)                                                                   | Nyújtó           | 15,933    | 2.        | 16,266   | 4.       |
| Csang Cseng-lung (Zhang Chenglong)                                                                   | Lólengés         | 13,133    | 48.       | kiesett  | kiesett  |
| Feng Zhe                                                                                             | Talaj            | 14,433    | 40.       | kiesett  | kiesett  |
| Feng Zhe                                                                                             | Korlát           | 15,633    | 3.        | 15,966   |          |
| Feng Zhe                                                                                             | Nyújtó           | 15,000    | 14.       | kiesett  | kiesett  |
| Feng Zhe                                                                                             | Gyűrű            | 14,866    | 24.*      | kiesett  | kiesett  |
| Csen Ji-ping (Chen Yibing)                                                                           | Korlát           | 12,900    | 69.       | kiesett  | kiesett  |
| Csen Ji-ping (Chen Yibing)                                                                           | Gyűrű            | 15,858    | 1.        | 15,800   |          |
| Csen Ji-ping (Chen Yibing)                                                                           | Lólengés         | 14,466    | 14.       | kiesett  | kiesett  |
| Csen Ji-ping (Chen Yibing) Feng Zhe Guo Weiyang Csang Cseng-lung (Zhang Chenglong) Cou Kaj (Zou Kai) | Csapat összetett | 269,985   | 6.        | 275,997  |          |

Női
| Versenyző                                                                           | Versenyszám      | Selejtező | Selejtező | Döntő    | Döntő    |
| Versenyző                                                                           | Versenyszám      | Pontszám  | Helyezés  | Pontszám | Helyezés |
| ----------------------------------------------------------------------------------- | ---------------- | --------- | --------- | -------- | -------- |
| Teng Lin-lin (Deng Linlin)                                                          | Talaj            | 13,833    | 29.       | kiesett  | kiesett  |
| Teng Lin-lin (Deng Linlin)                                                          | Ugrás            | 14,833    |           | kiesett  | kiesett  |
| Teng Lin-lin (Deng Linlin)                                                          | Felemás korlát   | 14,166    | 24.       | kiesett  | kiesett  |
| Teng Lin-lin (Deng Linlin)                                                          | Gerenda          | 15,166    | 4.        | 15,600   |          |
| Teng Lin-lin (Deng Linlin)                                                          | Egyéni összetett | 57,998    | 6.        | 58,399   | 6.       |
| Huang Qiushuang                                                                     | Talaj            | 13,575    | 38.       | kiesett  | kiesett  |
| Huang Qiushuang                                                                     | Ugrás            | 15,000    |           | kiesett  | kiesett  |
| Huang Qiushuang                                                                     | Felemás korlát   | 15,266    | 7.        | kiesett  | kiesett  |
| Huang Qiushuang                                                                     | Gerenda          | 13,866    | 28.       | kiesett  | kiesett  |
| Huang Qiushuang                                                                     | Egyéni összetett | 57,707    | 10.       | 58,115   | 7.       |
| Yao Jinnan                                                                          | Talaj            | 13,066    | 54.       | kiesett  | kiesett  |
| Yao Jinnan                                                                          | Ugrás            | 13,133    |           | kiesett  | kiesett  |
| Yao Jinnan                                                                          | Felemás korlát   | 15,766    | 4.        | 15,766   | 4.       |
| Yao Jinnan                                                                          | Gerenda          | 12,833    | 51.       | kiesett  | kiesett  |
| Yao Jinnan                                                                          | Egyéni összetett | 54,798    | 22.       | kiesett  | kiesett  |
| Sui Lu                                                                              | Talaj            | 14,233    | 13.       | kiesett  | kiesett  |
| Sui Lu                                                                              | Gerenda          | 15,400    | 1.        | 15,500   |          |
| Ho Ko-hszin (He Kexin)                                                              | Felemás korlát   | 15,966    | 2.        | 15,933   |          |
| Teng Lin-lin (Deng Linlin) Ho Ko-hszin (He Kexin) Huang Qiushuang Sui Lu Yao Jinnan | Csapat összetett | 176,637   | 3.        | 174.430  | 4.       |

### Ritmikus gimnasztika
| Versenyző   | Versenyszám | Selejtező | Selejtező | Selejtező | Selejtező | Selejtező | Selejtező | Selejtező | Selejtező | Selejtező | Selejtező | Döntő   | Döntő   | Döntő   | Döntő   | Döntő    | Döntő    | Döntő   | Döntő   | Döntő    | Döntő    | Helyezés |
| Versenyző   | Versenyszám | Karika    | Karika    | Labda     | Labda     | Buzogány  | Buzogány  | Szalag    | Szalag    | Összesen  | Összesen  | Karika  | Karika  | Labda   | Labda   | Buzogány | Buzogány | Szalag  | Szalag  | Összesen | Összesen | Helyezés |
| Versenyző   | Versenyszám | Pont      | Hely.     | Pont      | Hely.     | Pont      | Hely.     | Pont      | Hely.     | Pont      | Hely.     | Pont    | Hely.   | Pont    | Hely.   | Pont     | Hely.    | Pont    | Hely.   | Pont     | Hely.    | Helyezés |
| ----------- | ----------- | --------- | --------- | --------- | --------- | --------- | --------- | --------- | --------- | --------- | --------- | ------- | ------- | ------- | ------- | -------- | -------- | ------- | ------- | -------- | -------- | -------- |
| Deng Senyue | Egyéni      | 27,150    | 13.       | 26,800    | 10.       | 27,575    | 8.        | 27,300    | 9.        | 108,825   | 11.       | kiesett | kiesett | kiesett | kiesett | kiesett  | kiesett  | kiesett | kiesett | kiesett  | kiesett  | 11.      |

### Trambulin
| Versenyző                      | Versenyszám | Selejtező | Selejtező | Döntő    | Döntő    |
| Versenyző                      | Versenyszám | Pontszám  | Helyezés  | Pontszám | Helyezés |
| ------------------------------ | ----------- | --------- | --------- | -------- | -------- |
| Tung Tung (Dong Dong)          | Férfi       | 112,895   | 1.        | 62,990   |          |
| Lu Csun-lung (Lu Chunlong)     | Férfi       | 112,299   | 3.        | 61,319   |          |
| Huang San-san (Huang Shanshan) | Női         | 104,759   | 2.        | 56,730   |          |
| Ho Ven-na (He Wenna)           | Női         | 105,500   | 1.        | 55,950   |          |

## Triatlon
| Versenyző           | Versenyszám | 1,5 km úszás | Depózás 1 | 40 km kerékpározás | Depózás 2 | 10 km futás | Összesítés | Összesítés |
| Versenyző           | Versenyszám | Idő          | Idő       | Idő                | Idő       | Idő         | Idő        | Helyezés   |
| ------------------- | ----------- | ------------ | --------- | ------------------ | --------- | ----------- | ---------- | ---------- |
| Bai Faquan          | Férfi       | 17:55        | 0:46      | 59:46              | 0:33      | 33:26       | 1:52:26    | 46.        |
| Csang Ji (Zhang Yi) | Női         | 19:49        | 0:50      | 1:10:39            | 0:32      | 38:11       | 2:10:01    | 50.        |

## Úszás
Férfi
| Versenyző | Versenyszám            | Előfutam | Előfutam | Előfutam | Elődöntő | Elődöntő | Elődöntő | Döntő    | Döntő    |
| Versenyző | Versenyszám            | Idő      | Hely.    | Össz.    | Idő      | Hely.    | Össz.    | Idő      | Helyezés |
| --- | ---------------------- | -------- | -------- | -------- | -------- | -------- | -------- | -------- | -------- |
| Shi Yang | 50 m gyors             | 22,64    | 2.       | 26.      | kiesett  | kiesett  | kiesett  | kiesett  | kiesett  |
| Li Jün-csi (Li Yunqi) | 200 m gyors            | 1:48,72  | 6.       | 23.      | kiesett  | kiesett  | kiesett  | kiesett  | kiesett  |
| Szun Jang (Sun Yang) | 200 m gyors            | 1:46,24  | 1.       | 1.       | 1:45,61  | 1.       | 1.       | 1:44,93  | *        |
| Szun Jang (Sun Yang) | 400 m gyors            | 3:45,07  | 1.       | 1.       |          |          |          | 3:40,14  |          |
| Szun Jang (Sun Yang) | 1500 m gyors           | 14:43,25 | 1.       | 1.       |          |          |          | 14:31,02 |          |
| Taj Csün (Dai Jun) | 1500 m gyors           | 15:13,90 | 6.       | 15.      |          |          |          | kiesett  | kiesett  |
| Hao Jün (Hao Yun) | 400 m gyors            | 3:46,88  | 4.       | 6.       |          |          |          | 3:46,02  | 4.       |
| Lü Cse-vu (Lü Zhiwu) Csang En-csien (Zhang Enjian) He Jianbin Shi Tengfei                                                         | 4 × 100 m gyorsváltó   | 3:17,00  | 6.       | 11.      |          |          |          | kiesett  | kiesett  |
| Hao Jün (Hao Yun) Li Jün-csi (Li Yunqi) Csiang Haj-csi (Jiang Haiqi) Szun Jang (Sun Yang) Lü Cse-vu (Lü Zhiwu) Taj Csün (Dai Jun) | 4 × 200 m gyorsváltó   | 7:11,35  | 4.       | 6.       |          |          |          | 7:06,30  |          |
| Cheng Feiyi | 100 m hát              | 53,22    | 2.       | 2.       | 53,50    | 3.       | 6.       | 53,77    | 8.       |
| He Jianbin | 100 m hát              | 54,81    | 4.       | 21.      | kiesett  | kiesett  | kiesett  | kiesett  | kiesett  |
| Zhang Fenglin | 200 m hát              | 1:56,71  | 2.       | 3.       | 1:55,66  | 2.       | 3.       | 1:55,59  | 4.*      |
| Hszü Csia-jü (Xu Jia-yu) | 200 m hát              | 2:00,26  | 8.       | 28.      | kiesett  | kiesett  | kiesett  | kiesett  | kiesett  |
| Li Xiayan | 100 m mell             | 1:01,55  | 4.       | 28.      | kiesett  | kiesett  | kiesett  | kiesett  | kiesett  |
| Csen Cseng (Chen Cheng) | 200 m mell             | 2:19,83  | 8.       | 33.      | kiesett  | kiesett  | kiesett  | kiesett  | kiesett  |
| Zhou Jiawei | 100 m pillangó         | 52,06    | 3.       | 8.       | 52,30    | 5.       | 13.      | kiesett  | kiesett  |
| Csen Jin (Chen Yin) | 200 m pillangó         | 1:55,60  | 3.       | 6.       | 1:54,43  | 3.       | 3.       | 1:55,18  | 8.       |
| Vu Peng (Wu Peng) | 200 m pillangó         | 1:55,88  | 5.       | 10.      | 1:55,65  | 5.       | 11.      | kiesett  | kiesett  |
| Vu Peng (Wu Peng) | 200 m vegyes           | 2:01,43  | 7.       | 30.      | kiesett  | kiesett  | kiesett  | kiesett  | kiesett  |
| Vang Sun (Wang Shun) | 200 m vegyes           | 2:00,85  | 8.       | 22.*     | kiesett  | kiesett  | kiesett  | kiesett  | kiesett  |
| Yang Zhixian | 400 m vegyes           | 4:15,45  | 4.       | 12.      |          |          |          | kiesett  | kiesett  |
| Wang Chengxiang | 400 m vegyes           | 4:15,57  | 5.       | 14.      |          |          |          | kiesett  | kiesett  |
| Cheng Feiyi Li Xiayan Zhou Jiawei Lü Cse-vu (Lü Zhiwu)                                                                            | 4 × 100 m vegyes váltó | 3:34,65  | 5.       | 11.      |          |          |          | kiesett  | kiesett  |

Női
| Versenyző | Versenyszám            | Előfutam | Előfutam | Előfutam | Elődöntő | Elődöntő | Elődöntő | Döntő   | Döntő    |
| Versenyző | Versenyszám            | Idő      | Hely.    | Össz.    | Idő      | Hely.    | Össz.    | Idő     | Helyezés |
| --- | ---------------------- | -------- | -------- | -------- | -------- | -------- | -------- | ------- | -------- |
| Csu Csien-vej (Zhu Qianwei) | 50 m gyors             | 25,54    | 1.       | 24.*     | kiesett  | kiesett  | kiesett  | kiesett | kiesett  |
| Tang Ji (Tang Yi) | 100 m gyors            | 53,28    | 1.       | 1.       | 53,60    | 3.       | 4.       | 53,44   |          |
| Wang Shijia | 200 m gyors            | 1:58,73  | 4.       | 14.      | 1:58,63  | 8.       | 15.      | kiesett | kiesett  |
| Song Wenyan | 200 m gyors            | 1:59,47  | 7.       | 21.      | kiesett  | kiesett  | kiesett  | kiesett | kiesett  |
| Li Hszüan-hszü (Li Xuanxu) | 400 m vegyes           | 4:34,28  | 2.       | 4.       |          |          |          | 4:32,91 |          |
| Li Hszüan-hszü (Li Xuanxu) | 400 m gyors            | 4:10,95  | 5.       | 19.      |          |          |          | kiesett | kiesett  |
| Shao Yiwen | 400 m gyors            | 4:08,41  | 5.       | 14.      |          |          |          | kiesett | kiesett  |
| Shao Yiwen | 800 m gyors            | 8:27,78  | 3.       | 9.       |          |          |          | kiesett | kiesett  |
| Xin Xin | 800 m gyors            | 8:40,88  | 8.       | 24.      |          |          |          | kiesett | kiesett  |
| Tang Ji (Tang Yi) Qiu Yuhan Wang Haibing Pang Csia-jing (Pang Jiaying) Wang Shijia                                                                        | 4 × 100 m gyorsváltó   | 3:37,91  | 2.       | 4.       |          |          |          | 3:36,75 | 4.       |
| Wang Shijia Je Si-ven (Ye Shiwen) Liu Csing (Liu Jing) Tang Ji (Tang Yi) Csu Csien-vej (Zhu Qianwei) Csen Csien (Chen Qian) Pang Csia-jing (Pang Jiaying) | 4 × 200 m gyorsváltó   | 7:53,66  | 3.       | 6.       |          |          |          | 7:53,11 | 6.       |
| Csao Csing (Zhao Jing) | 100 m hát              | 59,97    | 3.       | 9.       | 59,55    | 2.       | 11.      | 59,23   | 6.       |
| Fu Jüan-huj (Fu Yuan-hui) | 100 m hát              | 59,96    | 4.       | 8.       | 59,82    | 4.       | 15.      | 1:00,50 | 8.       |
| Bai Anqi | 200 m hát              | 2:11,26  | 6.       | 19.      | kiesett  | kiesett  | kiesett  | kiesett | kiesett  |
| Yao Yige | 200 m hát              | 2:12,14  | 7.       | 22.      | kiesett  | kiesett  | kiesett  | kiesett | kiesett  |
| Zhao Jin | 100 m mell             | 1:07,68  | 4.       | 13.      | 1:07,97  | 8.       | 15.      | kiesett | kiesett  |
| Liu Xiaoyu | 100 m mell             | 1:07,99  | 5.       | 17.      | kiesett  | kiesett  | kiesett  | kiesett | kiesett  |
| Ji Liping | 200 m mell             | 2:25,76  | 2.*      | 7.*      | 2:27,26  | 7.       | 13.      | kiesett | kiesett  |
| Szun Je (Sun Ye) | 200 m mell             | 2:27,94  | 7.       | 24.      | kiesett  | kiesett  | kiesett  | kiesett | kiesett  |
| Lu Ying | 100 m pillangó         | 57,17    | 2.       | 2.       | 57,51    | 2.       | 6.       | 56,87   |          |
| Csiao Liu-jang (Jiao Liuyang) | 100 m pillangó         | 57,71    | 4.       | 6.       | 58,04    | 3.       | 9.       | kiesett | kiesett  |
| Csiao Liu-jang (Jiao Liuyang) | 200 m pillangó         | 2:07,15  | 1.       | 2.       | 2:06,10  | 1.       | 2.       | 2:04,06 |          |
| Liu Ce-ko (Liu Zige) | 200 m pillangó         | 2:08,72  | 4.       | 11.      | 2:06,99  | 4.       | 6.       | 2:07,77 | 8.       |
| Li Csia-hszing (Li Jiaxing) | 200 m vegyes           | 2:13,43  | 6.       | 13.      | 2:12,69  | 6.       | 11.      | kiesett | kiesett  |
| Je Si-ven (Ye Shiwen) | 200 m vegyes           | 2:08,90  | 1.       | 1.       | 2:08,39  | 1.       | 1.       | 2:07,57 |          |
| Je Si-ven (Ye Shiwen) | 400 m vegyes           | 4:31,73  | 1.       | 2.       |          |          |          | 4:28,43 |          |
| Csao Csing (Zhao Jing) Ji Liping Lu Ying Tang Ji (Tang Yi) Gao Chang Szun Je (Sun Ye) Csiao Liu-jang (Jiao Liuyang)                                       | 4 × 100 m vegyes váltó | 3:59,38  | 2.       | 7.       |          |          |          | 3:56,41 | 5.       |

## Vitorlázás
Férfi
| Versenyző                                               | Versenyszám     | Futam | Futam | Futam | Futam | Futam | Futam | Futam | Futam | Futam | Futam | Futam   | Pontszám | Helyezés |
| Versenyző                                               | Versenyszám     | 1     | 2     | 3     | 4     | 5     | 6     | 7     | 8     | 9     | 10    | É       | Pontszám | Helyezés |
| ------------------------------------------------------- | --------------- | ----- | ----- | ----- | ----- | ----- | ----- | ----- | ----- | ----- | ----- | ------- | -------- | -------- |
| Vang Aj-csen (Wang Aichen)                              | Szörfvitorlázás | 21    | 23    | 18    | 19    | 3     | 23    | 10    | (27)  | 22    | 14    | kiesett | 153      | 18.      |
| Shi Jian                                                | Laser           | 27    | 39    | 43    | 45    | 42    | (46)  | 32    | 41    | 30    | 41    | kiesett | 340      | 43.      |
| Vang Vej-tung (Wang Weidong) Teng Tao-kun (Deng Daokun) | 470-es osztály  | 20    | 15    | 6     | 26    | (27)  | 17    | 22    | 26    | 12    | 16    | kiesett | 160      | 20.      |
| Gong Lei                                                | Finn dingi      | (25*) | 17    | 20    | 22    | 25*   | 16    | 23    | 23    | 21    | 24    | kiesett | 190      | 24.      |

Női
| Versenyző                | Versenyszám     | Futam | Futam | Futam | Futam | Futam | Futam | Futam | Futam | Futam | Futam | Futam   | Pontszám | Helyezés |
| Versenyző                | Versenyszám     | 1     | 2     | 3     | 4     | 5     | 6     | 7     | 8     | 9     | 10    | É       | Pontszám | Helyezés |
| ------------------------ | --------------- | ----- | ----- | ----- | ----- | ----- | ----- | ----- | ----- | ----- | ----- | ------- | -------- | -------- |
| Li Ling                  | Szörfvitorlázás | 16    | 15    | 8     | 14    | 18    | 7     | 10    | 13    | 14    | (23)  | kiesett | 115      | 14.      |
| Hszü Li-csia (Xu Lijia)  | Laser radial    | 5     | 8     | (11)  | 3     | 5     | 4     | 1     | 4     | 1     | 2     | 2       | 35       |          |
| Wang Xiaoli Huang Xufeng | 470-es osztály  | 18    | 18    | 9     | 12    | 8     | (19)  | 2     | 17    | 1     | 12    | kiesett | 97       | 11.      |

* - korai rajt miatt kizárták

## Vívás
Férfi
| Versenyző                                                               | Versenyszám       | Selejtező               | 32-es főtábla                 | Nyolcaddöntő                   | Negyeddöntő                                                                    | Elődöntő                                                                                                   | Bronz- mérkőzés                                                                                | Döntő                                  | Helyezés |
| Versenyző                                                               | Versenyszám       | Ellenfél Eredmény       | Ellenfél Eredmény             | Ellenfél Eredmény              | Ellenfél Eredmény                                                              | Ellenfél Eredmény                                                                                          | Ellenfél Eredmény                                                                              | Ellenfél Eredmény                      | Helyezés |
| ----------------------------------------------------------------------- | ----------------- | ----------------------- | ----------------------------- | ------------------------------ | ------------------------------------------------------------------------------ | --- | ---------------------------------------------------------------------------------------------- | -------------------------------------- | -------- |
| Lej Seng (Lei Sheng)                                                    | Tőr, egyéni       | erőnyerő                | Roland Schlosser (AUT) · 15–9 | Victor Sintes (FRA) · 15–6     | Valerio Aspromonte (ITA) · 15–8                                                | Andrea Baldini (ITA) · 15–11                                                                               |                                                                                                | Alá ed-Dín Abu el-Kászem (EGY) · 15–13 |          |
| Ma Jianfei                                                              | Tőr, egyéni       | erőnyerő                | Daniel Gómez (MEX) · 15–9     | Artur Ahmathuzin (RUS) · 15–11 | Cshö Bjongcshol (KOR) · 13–15                                                  | kiesett | kiesett                                                                                        | kiesett                                | 7.       |
| Csu Csün (Zhu Jun)                                                      | Tőr, egyéni       | Zajn Saíto (LIB) · 15–2 | Cshö Bjongcshol (KOR) · 13–15 | kiesett                        | kiesett                                                                        | kiesett | kiesett                                                                                        | kiesett                                | 27.      |
| Li Kuo-csie (Li Guojie)                                                 | Párbajtőr, egyéni |                         | Seth Kelsey (USA) · 7–8       | kiesett                        | kiesett                                                                        | kiesett | kiesett                                                                                        | kiesett                                | 21.      |
| Csung Man (Zhong Man)                                                   | Kard, egyéni      | erőnyerő                | Kim Dzsonghvan (KOR) · 15–14  | Szilágyi Áron (HUN) · 10–15    | kiesett                                                                        | kiesett | kiesett                                                                                        | kiesett                                | 15.      |
| Vang Csing-cse (Wang Jingzhi)                                           | Kard, egyéni      | erőnyerő                | Von Ujong (KOR) · 6–15        | kiesett                        | kiesett                                                                        | kiesett | kiesett                                                                                        | kiesett                                | 27.      |
| Liu Xiao                                                                | Kard, egyéni      | erőnyerő                | Diego Occhiuzzi (ITA) · 9–15  | kiesett                        | kiesett                                                                        | kiesett | kiesett                                                                                        | kiesett                                | 23.      |
| Lej Seng (Lei Sheng) Csu Csün (Zhu Jun) Zhang Liangliang Ma Jianfei     | Tőr, csapat       |                         |                               |                                | Japán (JPN) · Óta Júki · Csida Kenta · Mijake Rjó · 30–45                      | 5–8. helyért · Oroszország (RUS) · Artur Ahmathuzin · Alekszej Hovanszkij · Alekszej Cseremiszinov · 40–45 | 7. helyért · Franciaország (FRA) · Erwann Le Péchoux · Marcel Marcilloux · Enzo Lefort · 45–33 |                                        | 7.       |
| Csung Man (Zhong Man) Vang Csing-cse (Wang Jingzhi) Jiang Kelu Liu Xiao | Kard, csapat      |                         |                               |                                | Románia (ROU) · Florin Zalomir · Rareș Dumitrescu · Tiberiu Dolniceanu · 30–45 | 5–8. helyért · Egyesült Államok (USA) · Tim Morehouse · James Williams · Daryl Homer · 45–28               | 5. helyért · Németország (GER) · Max Hartung · Nicolas Limbach · Benedikt Wagner · 30–45       |                                        | 6.       |

Női
| Versenyző                            | Versenyszám       | Selejtező         | 32-es főtábla                       | Nyolcaddöntő                   | Negyeddöntő                                                                     | Elődöntő                                                                      | Bronz- mérkőzés         | Döntő                                                                               | Helyezés |
| Versenyző                            | Versenyszám       | Ellenfél Eredmény | Ellenfél Eredmény                   | Ellenfél Eredmény              | Ellenfél Eredmény                                                               | Ellenfél Eredmény                                                             | Ellenfél Eredmény       | Ellenfél Eredmény                                                                   | Helyezés |
| ------------------------------------ | ----------------- | ----------------- | ----------------------------------- | ------------------------------ | ------------------------------------------------------------------------------- | ----------------------------------------------------------------------------- | ----------------------- | ----------------------------------------------------------------------------------- | -------- |
| Chen Jinyan                          | Tőr, egyéni       | erőnyerő          | Małgorzata Wojtkowiak (POL) · 15–8  | Valentina Vezzali (ITA) · 6–15 | kiesett                                                                         | kiesett                                                                       | kiesett                 | kiesett                                                                             | 14.      |
| Sun Yujie                            | Párbajtőr, egyéni | erőnyerő          | Imke Duplitzer (GER) · 15–10        | Tiffany Géroudet (SUI) · 15–10 | Rossella Fiamingo (ITA) · 15–14                                                 | Jana Semjakina (UKR) · 13–14                                                  | Szin Aram (KOR) · 15–11 |                                                                                     |          |
| Li Na                                | Párbajtőr, egyéni | erőnyerő          | Kszenyija Pantelejeva (UKR) · 15–10 | Britta Heidemann (GER) · 13–14 | kiesett                                                                         | kiesett                                                                       | kiesett                 | kiesett                                                                             | 9.       |
| Luo Xiaojuan                         | Párbajtőr, egyéni | erőnyerő          | Sarra Besbes (TUN) · 9–15           | kiesett                        | kiesett                                                                         | kiesett                                                                       | kiesett                 | kiesett                                                                             | 17.      |
| Zhu Min                              | Kard, egyéni      |                   | Bianca Pascu (ROU) · 15–10          | Julija Gavrilova (RUS) · 15–11 | Mariel Zagunis (USA) · 6–15                                                     | kiesett                                                                       | kiesett                 | kiesett                                                                             | 7.       |
| Chen Xiaodong                        | Kard, egyéni      |                   | Amira Ben Chaabane (TUN) · 15–12    | Irene Vecchi (ITA) · 10–15     | kiesett                                                                         | kiesett                                                                       | kiesett                 | kiesett                                                                             | 11.      |
| Luo Xiaojuan Xu Anqi Sun Yujie Li Na | Párbajtőr, csapat |                   |                                     |                                | Németország (GER) · Imke Duplitzer · Britta Heidemann · Monika Sozanska · 45–42 | Oroszország (RUS) · Violetta Kolobova · Anna Szivkova · Ljubov Sutova · 20–19 |                         | Dél-Korea (KOR) · Szin Aram · Cshö Indzsong · Cshö Unszuk · Csong Hjodzsong · 39–25 |          |

## Vízilabda

### Női
| Kínai női vízilabdacsapat-játékoskeret                                                                                          | Kínai női vízilabdacsapat-játékoskeret                                                                                                |
| --- | --- |
| - Kao Ao (Gao Ao) - Song Donglun - Teng Fej (Teng Fei) - Ma Huan-huan (Ma Huanhuan) - Sun Huizi - He Jin - Jang Csün (Yang Jun) | - Csang Lej (Zhang Lei) - Liu Ping - Szun Ja-ting (Sun Yating) - Vang Ji (Wang Yi) - Vang Jing (Wang Ying) - Szun Jü-csün (Sun Yujun) |

#### Eredmények
Csoportkör
A csoport
| Csapat                 | M | Gy | D | V | G+ | G– | Gk | P |
| ---------------------- | - | -- | - | - | -- | -- | -- | - |
| Spanyolország (ESP)    | 3 | 2  | 1 | 0 | 33 | 26 | +7 | 5 |
| Egyesült Államok (USA) | 3 | 2  | 1 | 0 | 30 | 28 | +2 | 5 |
| Magyarország (HUN)     | 3 | 1  | 0 | 2 | 35 | 37 | −2 | 2 |
| Kína (CHN)             | 3 | 0  | 0 | 3 | 22 | 29 | −7 | 0 |

| 2012. július 30. 15:30 (16:30) | Spanyolország (ESP)  | 11–6        | Kína (CHN)     | Water Polo Arena, London Játékvezetők: Alan Balfanbajev (KAZ), Cory Williams (NZL) |
| 2012. július 30. 15:30 (16:30) | (2–2, 4–2, 4–2, 1–0) |             |                | Water Polo Arena, London Játékvezetők: Alan Balfanbajev (KAZ), Cory Williams (NZL) |
| 2012. július 30. 15:30 (16:30) | Espar 3              | Jegyzőkönyv | Ma Huan-huan 3 | Water Polo Arena, London Játékvezetők: Alan Balfanbajev (KAZ), Cory Williams (NZL) |

| 2012. augusztus 1. 14:10 (15:10) | Magyarország (HUN)   | 11–10       | Kína (CHN)     | Water Polo Arena, London Játékvezetők: Georgios Stavridis (GRE), Svetlana Dreval (RUS) |
| 2012. augusztus 1. 14:10 (15:10) | (1–3, 4–4, 4–3, 2–0) |             |                | Water Polo Arena, London Játékvezetők: Georgios Stavridis (GRE), Svetlana Dreval (RUS) |
| 2012. augusztus 1. 14:10 (15:10) | Szűcs 4              | Jegyzőkönyv | négy játékos 2 | Water Polo Arena, London Játékvezetők: Georgios Stavridis (GRE), Svetlana Dreval (RUS) |

| 2012. augusztus 3. 19:40 (20:40) | Kína (CHN)                  | 6–7         | Egyesült Államok (USA) | Water Polo Arena, London Játékvezetők: Daniel Flahive (AUS), Marijo Brguljan (MNE) |
| 2012. augusztus 3. 19:40 (20:40) | (1–0, 2–2, 0–3, 3–2)        |             |                        | Water Polo Arena, London Játékvezetők: Daniel Flahive (AUS), Marijo Brguljan (MNE) |
| 2012. augusztus 3. 19:40 (20:40) | Szun Ja-ting, Ma Huanhuan 2 | Jegyzőkönyv | Steffens 3             | Water Polo Arena, London Játékvezetők: Daniel Flahive (AUS), Marijo Brguljan (MNE) |

Negyeddöntő
| 2012. augusztus 5. 16:10 (17:10) | Kína (CHN)                | 16–16 (h. u.) | Ausztrália (AUS) | Water Polo Arena, London Játékvezetők: Georgios Stavridis (GRE), Dragan Stampalija (CRO) |
| 2012. augusztus 5. 16:10 (17:10) | (5–5, 3–3, 4–2, 2–4, 2–2) |               |                  | Water Polo Arena, London Játékvezetők: Georgios Stavridis (GRE), Dragan Stampalija (CRO) |
| 2012. augusztus 5. 16:10 (17:10) | Ma Huanhuan 4             | Jegyzőkönyv   | Ralph, Zagame 3  | Water Polo Arena, London Játékvezetők: Georgios Stavridis (GRE), Dragan Stampalija (CRO) |
| 2012. augusztus 5. 16:10 (17:10) | Büntetőpárbaj:            |               |                  | Water Polo Arena, London Játékvezetők: Georgios Stavridis (GRE), Dragan Stampalija (CRO) |
| 2012. augusztus 5. 16:10 (17:10) | 2–4                       |               |                  | Water Polo Arena, London Játékvezetők: Georgios Stavridis (GRE), Dragan Stampalija (CRO) |

Az 5–8. helyért
| 2012. augusztus 7. 14:10 (15:10) | Olaszország (ITA)    | 10–14       | Kína (CHN)    | Water Polo Arena, London Játékvezetők: Szvetlana Dreval (RUS), Anton Bervoets (NED) |
| 2012. augusztus 7. 14:10 (15:10) | (2–5, 2–5, 2–2, 4–2) |             |               | Water Polo Arena, London Játékvezetők: Szvetlana Dreval (RUS), Anton Bervoets (NED) |
| 2012. augusztus 7. 14:10 (15:10) | Di Mario 4           | Jegyzőkönyv | hat játékos 2 | Water Polo Arena, London Játékvezetők: Szvetlana Dreval (RUS), Anton Bervoets (NED) |

Az 5. helyért
| 2012. augusztus 9. 15:50 (16:50) | Kína (CHN)           | 16–15       | Oroszország (RUS)       | Water Polo Arena, London Játékvezetők: Brian Littlejohn (GBR), Steven Rotsart (USA) |
| 2012. augusztus 9. 15:50 (16:50) | (3–3, 5–6, 3–2, 3–3) |             |                         | Water Polo Arena, London Játékvezetők: Brian Littlejohn (GBR), Steven Rotsart (USA) |
| 2012. augusztus 9. 15:50 (16:50) | Ma Huan-huan 6       | Jegyzőkönyv | Fedotova, A. Antonova 4 | Water Polo Arena, London Játékvezetők: Brian Littlejohn (GBR), Steven Rotsart (USA) |

| Csapat     | Helyezés |
| ---------- | -------- |
| Kína (CHN) | 5.       |